# أقباط
الأقباط (بالقبطية: ⲛⲓⲣⲉⲙⲛ̀ⲭⲏⲙⲓ, رومنة: niremənkhēmi) هي مجموعة عرقية دينية مسيحية أصلية في شمال شرق إفريقيا والتي سكنت بشكل أساسي منطقة مصر الحديثة منذ العصور القديمة. إنهم من نسل قدماء المصريين. تحدث الأقباط باللغة القبطية، وهي أقدم لغات إفريقيا تسجيلًا. يسمي الذكر منهم قبطي وجمعه قبط أو أقباط، والأنثى قبطية وجمعها قباطي. وهم أكبر طائفة مسيحية في مصر والشرق الأوسط. يتبع الأقباط بشكل أساسي الكنيسة القبطية الأرثوذكسية في الإسكندرية. إنهم أكبر طائفة مسيحية في مصر والشرق الأوسط، ويوجد حوالي 1-2 مليون مسيحي قبطي آخرين منتشرين في جميع أنحاء أفريقيا وأوروبا وأستراليا وكندا والولايات المتحدة، وفقًا لمجلس الكنائس العالمي.المسيحية في ليبيا يشكل الأقباط ما يقرب من 14 بالمائة من سكان مصر.
يشير في الأصل إلى جميع المصريين، وأصبح مصطلح قبطي مرادفًا للمسيحيين الأصليين في ضوء أسلمة مصر وتعريبها بعد الفتح الإسلامي لمصر في القرن السابع. تحدث الأقباط تاريخيًا باللغة القبطية، وهي سليل مباشر للغة المصرية الديموطيقية التي كان يتم التحدث بها في العصور القديمة المتأخرة.
بعد الفتح الإسلامي لمصر في 639-646 م، تراوحت معاملة المسيحيين الأقباط الذين رفضوا التحول من التسامح النسبي إلى الاضطهاد العلني. تاريخيًا، عانى الأقباط من "موجات الاضطهاد التي أفسح المجال للتسامح النسبي في دورات تختلف وفقًا للحاكم المحلي والظروف السياسية والاقتصادية الأخرى". ويتدخل الاضطهاد بشكل كبير في الهوية العرقية للأقباط بسبب الصراعات التاريخية والحالية. يتبع معظم الأقباط الكنيسة القبطية الأرثوذكسية بالإسكندرية، وهي كنيسة أرثوذكسية شرقية. الكنيسة القبطية الكاثوليكية الأصغر هي كنيسة كاثوليكية شرقية، بالتواصل مع الكرسي الرسولي في روما؛ وآخرون ينتمون إلى الكنيسة الإنجيلية المصرية. لعب الأقباط دورًا مركزيًا في النهضة العربية وكذلك في تحديث مصر والعالم العربي ككل. كما ساهموا في "الحياة الاجتماعية والسياسية والمناقشات الرئيسية مثل القومية العربية، والحكم الرشيد، والإصلاح التعليمي، والديمقراطية "، وقد ازدهروا تاريخيًا في شؤون الأعمال.
وبينما يتحدث المسيحيون الأقباط نفس اللهجات ويتشابهون ثقافيًا مع المصريين الآخرين، إلا أنهم يعارضون بشدة الهوية العربية ويربطونها بالإسلام والإسلاموية. في مصر، يتمتع الأقباط بتحصيل تعليمي أعلى نسبيًا، ومؤشر ثروة أعلى نسبيًا، وتمثيل أقوى في أنواع الوظائف الإدارية، لكن تمثيلهم محدود في الأجهزة العسكرية والأمنية. وتتشابه غالبية المؤشرات الديموغرافية والاجتماعية والاقتصادية والصحية بين المسيحيين والمسلمين.
مع الأنحسار الشديد للدين المسيحي في مصر أبان حكم المماليك أصبحت كلمة قبطي تعني مسيحيي القبط دون من أسلم منهم الذين أصبحوا يسمون بالمسلمين أو بأهل مصر دون الإشاره لعرقهم تمامًا كالمصريين من الأصول العربية والتركية وغيرها، وهذا الأستخدام الجديد للكلمة يثير حفيظة عدة فئات كبعض المسلمين السلفيين كالشيخ عبد اللّه بن عبد العزيز ومحمود أنور و غيرهم لعدم إستقامة معنى، كما يتزايد عدد المصريين غير المسيحيين المنتسبين للقبطية كالأعلامي المصري المسلم أحمد سالم وغيره بما له علاقة بالقومية المصرية.

## تاريخ

### مصر البطلمية والرومانية
الأقباط هم السكان الأصليون لمصر، وهم أحفاد المصريين القدماء الذين اعتنق أسلافهم المسيحية في القرون الأولى. بعد الفتح العربي لمصر، توقف المصريون الذين اعتنقوا الإسلام عن تسمية أنفسهم بالاسم القبطي، وأصبح المصطلح الاسم المميز للأقلية المسيحية في مصر. فقد المسيحيون الأقباط وضعهم كأغلبية في مصر بعد القرن الرابع عشر. يشكل الأقباط اليوم مجموعة عرقية دينية رئيسية يعود تاريخها إلى المصريين القدماء.

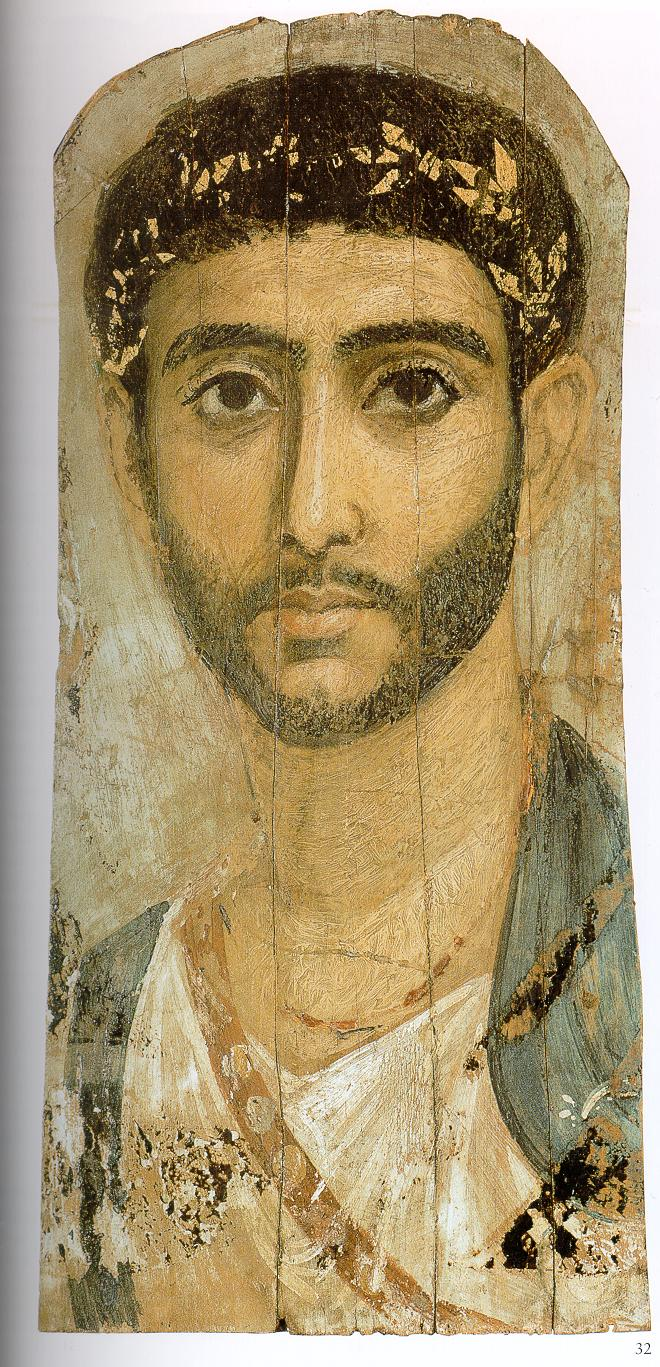
صورة مومياء الفيوم لرجل مصري يرتدي حزام سيف، متحف ألتيس

بعد غزو مصر على يد الإسكندر الأكبر في عام 332 قبل الميلاد، أصبحت البلاد تحت حكم الملوك البطالمة اليونانيين. وبينما ظلت أغلبية السكان مصريين، هاجر المستوطنون الأجانب من أصول يونانية وغير يونانية إلى مصر خلال تلك الفترة. في حين أن نسبة 10% قد تكون رقمًا تقريبيًا للغاية لإجمالي السكان المهاجرين في مصر البطلمية، بما في ذلك اليونانيين وغير اليونانيين، فقد تم التشكيك في هذا الرقم باعتباره مفرطًا. كان السكان الأصليون المصريون، الذين ظلوا مصريين في اللغة والثقافة، يتحدثون المرحلة الأخيرة من اللغة المصرية، والتي عُرفت فيما بعد باللغة القبطية. لا شك أن إنشاء اللغة القبطية كنظام كتابة متماسك للتعبير عن اللغة المصرية ساهم في ترسيخ التمييز بين السكان الأصليين في مصر والحكام البيزنطيين اليونانيين. وعلى الرغم من وجود هؤلاء المهاجرين وفرعون أجنبي، ظلت مصر موطنًا في المقام الأول للمصريين، وهم أكبر مجموعة ضمن السكان. في الواقع، فإن معظم السكان الأصليين في المناطق الريفية والحضرية الذين عاشوا في المدن والقرى والنجوع على طول وادي النيل استمروا في حياتهم دون تغيير يذكر أثناء حكم البطالمة. حتى في الإسكندرية، عاصمة مصر البطلمية وأكبر مدينة يونانية خارج اليونان، كان عدد المصريين الأصليين يفوق عدد اليونانيين بكثير. من حيث الأعداد والثقافة، ظلت مصر مصرية بشكل أساسي، حتى مع دمج المجتمعات الأجنبية في حياة البلاد. بمرور الوقت، تم دمج الأعداد الصغيرة من الأجانب في السكان المصريين، بحيث عندما سيطرت روما أخيرًا على مصر في عام 30 قبل الميلاد، تم تصنيف الغالبية العظمى من اليونانيين في مصر من قبل الغزاة الرومان على أنهم مصريون.
تعكس صور المومياء الفيوم التوليفة المعقدة بين الثقافة والدين المصري السائد، مع الفن الهلنستي، وكانت متصلة بتوابيت ذات طابع مصري راسخ. تمت مقارنة مورفولوجيا الأسنان لمومياوات الفيوم في العصر الروماني مع تلك الخاصة بالسكان المصريين الأوائل، وتبين أنها "أقرب بكثير" إلى مورفولوجيا الأسنان الخاصة بالمصريين القدماء مقارنة باليونانيين أو السكان الأوروبيين الآخرين.

### تأسيس الكنيسة المسيحية في مصر

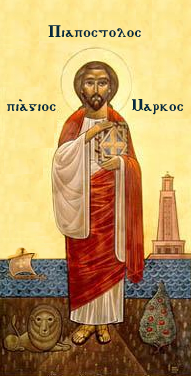
أيقونة قبطية للقديس مرقس

وفقًا للتقاليد القديمة، دخلت المسيحية إلى مصر الحالية عن طريق القديس مرقس في الإسكندرية، بعد صعود المسيح بفترة وجيزة وخلال عهد الإمبراطور الروماني كلوديوس حوالي عام 42 م. وكان الإرث الذي تركه القديس مرقس في مصر هو وجود جماعة مسيحية كبيرة في الإسكندرية. وبعد نصف قرن من وصول القديس مرقس، انتشرت المسيحية في جميع أنحاء مصر. يتضح ذلك من جزء من إنجيل يوحنا، المكتوب باللغة القبطية والذي وجد في صعيد مصر والذي يعود تاريخه إلى النصف الأول من القرن الثاني، ومن كتابات العهد الجديد التي وجدت في أوكسيرينخوس في مصر الوسطى والتي يرجع تاريخها إلى حوالي عام 200 ميلادي. وفي القرن الثاني الميلادي، بدأت المسيحية تنتشر في المناطق الريفية، وتمت ترجمة الكتب المقدسة إلى اللغة القبطية (المعروفة آنذاك باللغة المصرية ). بحلول بداية القرن الثالث الميلادي، شكل المسيحيون أغلبية سكان مصر، وتم الاعتراف بكنيسة الإسكندرية كواحدة من الكراسي الرسولية الأربعة في العالم المسيحي، وهي الثانية من حيث الشرف بعد الكنيسة في روما. وتعتبر كنيسة الإسكندرية أقدم كنيسة مسيحية في أفريقيا.

### مساهمات في المسيحية
لقد ساهم الأقباط في مصر بشكل كبير في التقاليد المسيحية. كانت مدرسة الإسكندرية التعليمية أقدم مدرسة من نوعها في العالم. تأسست المدرسة حوالي عام 190 م على يد العالم بانتانايوس، وأصبحت مؤسسة مهمة للتعليم الديني، حيث كان الطلاب يتلقون تعليمهم على يد علماء مثل أثيناغوراس، وكليمنت، وديديموس، وأوريجانوس، أبو اللاهوت الذي كان نشطًا أيضًا في مجال التعليق والدراسات الكتابية المقارنة. ولكن نطاق هذه المدرسة لم يقتصر على المواد اللاهوتية: بل تم تدريس العلوم والرياضيات والعلوم الإنسانية أيضًا. بدأت هناك طريقة السؤال والجواب في التعليق، وقبل 15 قرناً من ظهور طريقة برايل، كانت تقنيات نحت الخشب مستخدمة هناك من قبل العلماء المكفوفين للقراءة والكتابة.
ومن المساهمات الكبرى الأخرى التي قدمها الأقباط المصريون للمسيحية إنشاء وتنظيم الرهبنة. إن الرهبنة المسيحية في جميع أنحاء العالم تنبع، بشكل مباشر أو غير مباشر، من المثال المصري. كان أبرز شخصيات الحركة الرهبانية هم أنطونيوس الكبير، وبولس الطيبي، ومقاريوس الكبير، وشنوده رئيس المتوحدين، وباخوميوس الراهب. وبحلول نهاية القرن الخامس الميلادي، كانت هناك مئات الأديرة، وآلاف الخلايا والكهوف المنتشرة في جميع أنحاء الصحراء المصرية. كان الحجاج من جميع أنحاء العالم يزورون آباء الصحراء المصرية لمحاكاة حياتهم الروحية المنضبطة. القديس باسيليوس الكبير رئيس أساقفة قيصرية مزاكا، ومؤسس ومنظم الحركة الرهبانية في آسيا الصغرى، زار مصر حوالي عام 357 م، وتتبع الكنائس الأرثوذكسية الشرقية قواعده الرهبانية. القديس جيروم، الذي ترجم الكتاب المقدس إلى اللاتينية، جاء إلى مصر أثناء توجهه إلى القدس حوالي عام 400 ميلادية، وترك تفاصيل تجاربه في رسائله. أسس القديس بنديكتوس الرهبنة البيندكتينية في القرن السادس على غرار القديس باخوميوس، وإن كان في شكل أكثر صرامة.

### الغزو العربي الإسلامي لمصر

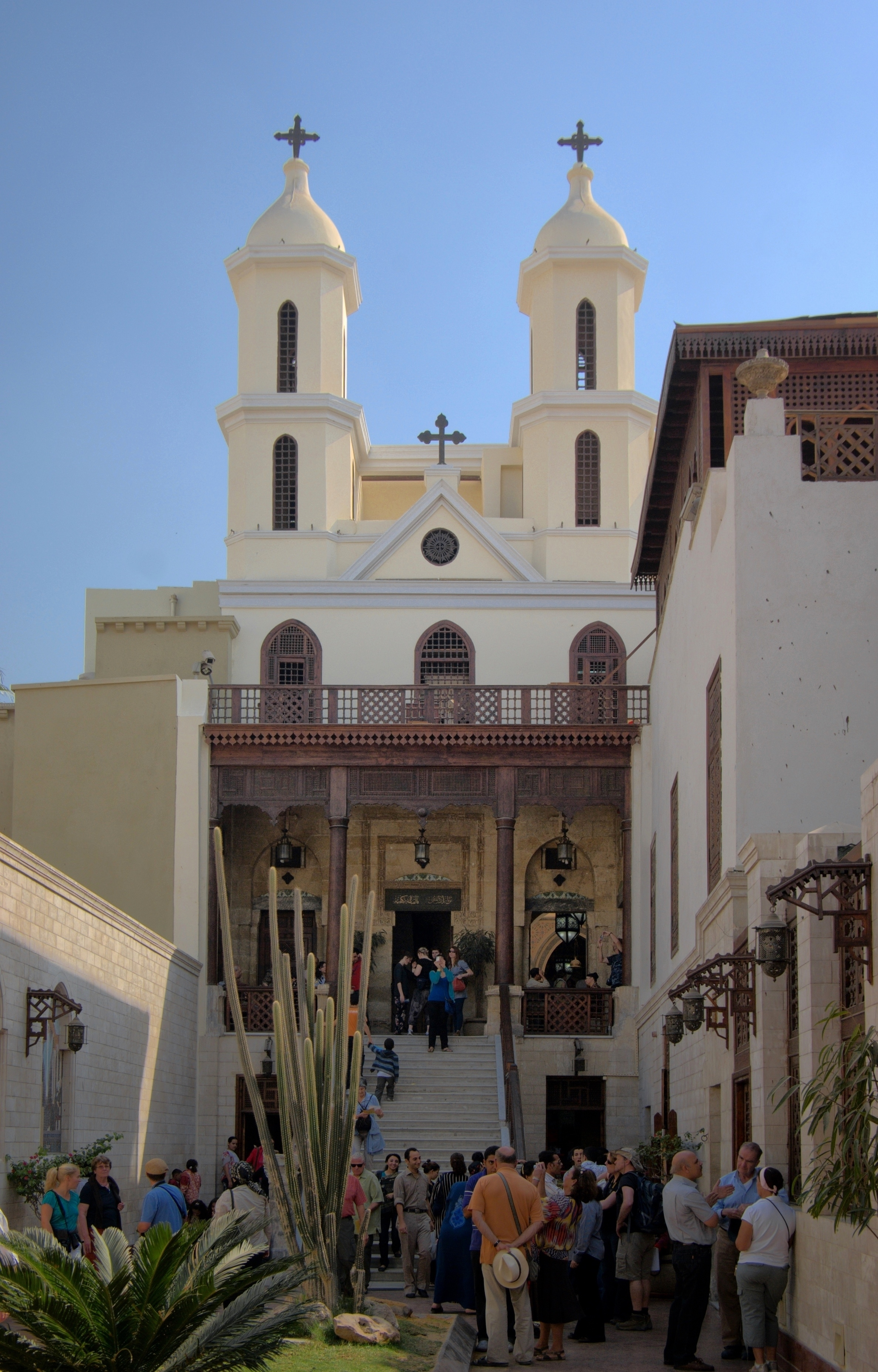
الكنيسة المعلقة في القاهرة القبطية

في عام 641 م، تم غزو مصر من قبل العرب الذين واجهوا الجيش البيزنطي. عامل الغزاة العرب الأقباط المصريين الأصليين بقسوة، فدمروا أسوار الإسكندرية وأحرقوا العديد من كنائسها بالنار. خلال السنوات الأولى من الخلافة الراشدة، استغل العرب المصريين للحصول على المال بسبب القاعدة الضريبية الغنية وثروة موارد البلاد، وللعمالة بسبب عدد السكان الكبير ذوي الخبرة في بناء السفن والري، وللحصول على المنتجات بسبب الخصوبة العالية في وادي النيل ودلتاه. كان الاهتمام الأول للغزاة العرب هو استخراج الموارد من الأقباط، وكانت الضرائب باهظة بشكل خاص.
بحلول أوائل القرن الثامن، كان يتم الاستعانة بالأقباط في مشاريع العمل القسري في مصر وخارجها، مثل سفن الأسطول الحربي ومشاريع البناء الإمبراطورية مثل القصور والمساجد في الفسطاط ودمشق والقدس. كان العرب يطلبون من كل قرية مصرية تسليم عدد معين من الأفراد كل عام لتوفير العمل القسري والتجنيد الإجباري، الأمر الذي كان له ثقل كبير على الريف المصري، وربما أثر على البلاد بشكل خاص لأن عدد سكانها كان دائمًا أعلى من عدد سكان المحافظات الأخرى. كان الأسطول هو الأكثر إثارة للخوف من بين كل الأسطول، حيث كان من غير المرجح أن يعود المجندون إلى قراهم على الإطلاق. وللهروب من التجنيد الإجباري والاضطهاد والضرائب الباهظة، وخاصة الجزية التي فرضت على غير المسلمين فقط وفقًا للشريعة الإسلامية، بدأ المصريون تدريجيًا في التحول إلى الإسلام. أصبح الأقباط الذين اعتنقوا الإسلام معروفين باسم الموالي، وفي النهاية أصبحوا ببساطة مسلمين. وظل مصطلح العرب محجوزًا للغزاة. وهكذا تغير معنى مصطلح القبطي تدريجيا بمرور الوقت حتى أصبح في النهاية يشير فقط إلى أولئك المصريين الذين حافظوا على إيمانهم المسيحي.
لقد ترك عبء الضرائب العديد من الأقباط في المناطق الريفية غير قادرين على الوفاء بالتزاماتهم. وقد أدت الضرائب الباهظة إلى مقاومة محلية وثورات عديدة من جانب الأقباط ضد المحتلين العرب، وأشهرها ثورات البشموريين بين عامي 720 و832 ميلادي  وكان رد الفعل الآخر للضرائب الباهظة هو أن يقترض الأقباط المسيحيون الفقراء المال من أعضاء أثرياء في مجتمعاتهم، أو أن يفروا تمامًا من أراضيهم ويهربوا إلى أجزاء أخرى من مصر.

### العصور الوسطى

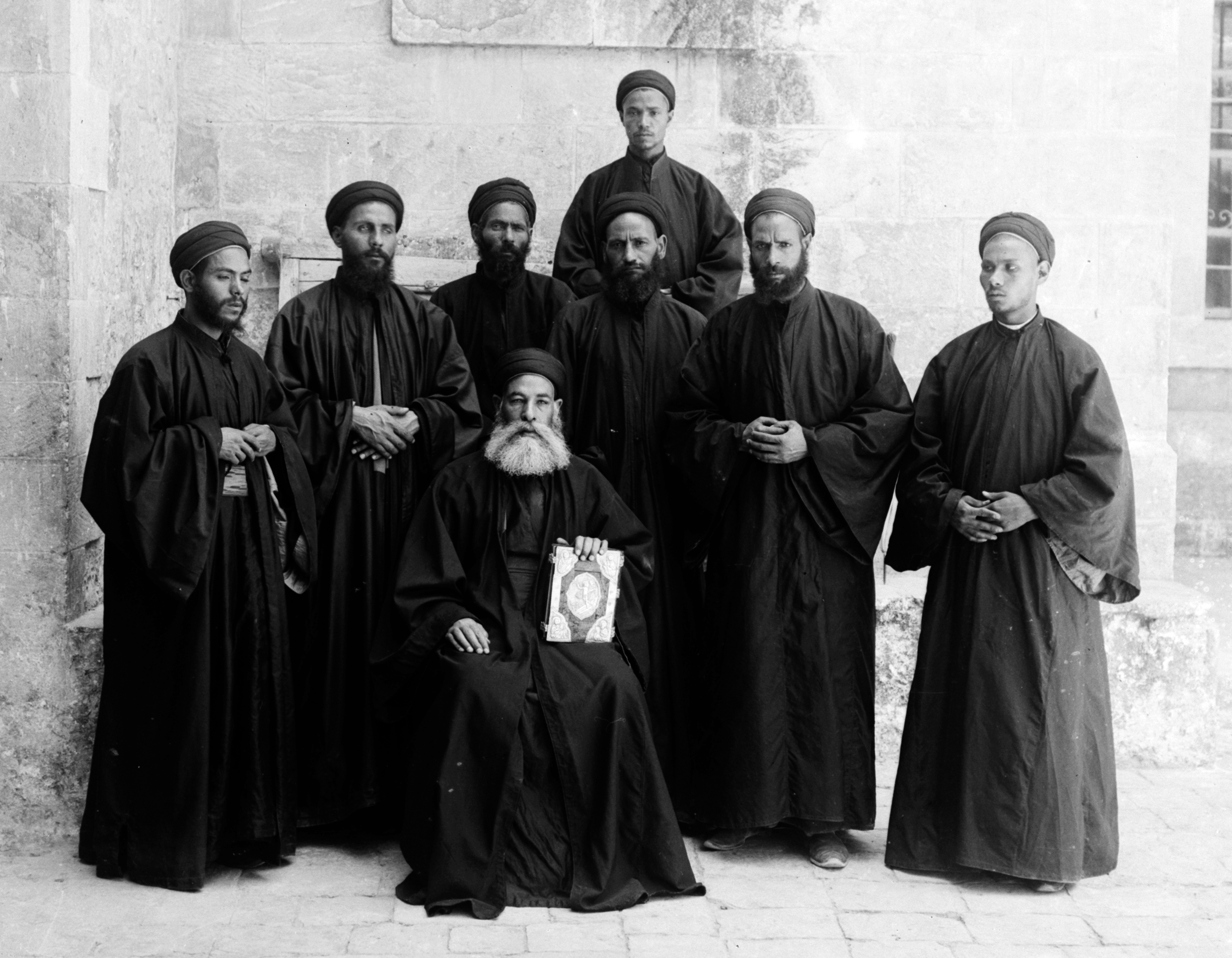
الرهبان الأقباط المصريون في المستعمرة الأمريكية، القدس، بين عامي 1898 و1914.

وعلى الرغم من الاضطرابات السياسية، ظلت مصر ذات أغلبية مسيحية لمدة 800 عام تقريبًا. فقد المسيحيون الأقباط وضعهم كأغلبية بعد القرن الرابع عشر،  نتيجة للاضطهادات المتتالية وتدمير الكنائس المسيحية في مصر. منذ الفتح الإسلامي لمصر فصاعدًا، تعرض المسيحيون الأقباط للاضطهاد من قبل أنظمة إسلامية مختلفة،  مثل الخلافة الأموية،  والخلافة العباسية،  والخلافة الفاطمية،  وسلطنة المماليك،  والإمبراطورية العثمانية. وشمل اضطهاد المسيحيين الأقباط إغلاق الكنائس وهدمها، وإجبارهم على التحول إلى الإسلام،  وفرض جزية باهظة على أولئك الذين رفضوا التحول.
وقد انجذب الأقباط المتحولون إلى الإسلام إلى الدين الجديد من خلال احتمال دفع ضرائب أقل، حيث لم يعد يتعين عليهم دفع ضريبة الجزية المفروضة فقط على غير المسلمين وفقًا للشريعة الإسلامية. يروي تاريخ بطاركة الإسكندرية تاريخ القمع المالي الذي فرضه الخلافة على الأقباط والذي أدى إلى تحولهم من المسيحية إلى الإسلام. كان على المتحولين الأوائل أن يرتبطوا برعاة المسلمين العرب باعتبارهم موالي. وبينما كان عليهم أن يعتمدوا اللغة العربية كلغة رئيسية، فقد ظلوا يتقنون اللغة القبطية، مما أدى إلى إنشاء مجموعة ثنائية اللغة متنامية بين المسلمين المصريين. ومع ذلك، ظلت مصر دولة ذات أغلبية مسيحية حتى وقت متأخر من العصور الوسطى. لم يكن في العديد من المدن في صعيد مصر مجتمعات مسلمة على الإطلاق خلال تلك الفترة.

### الفترة الحديثة المبكرة

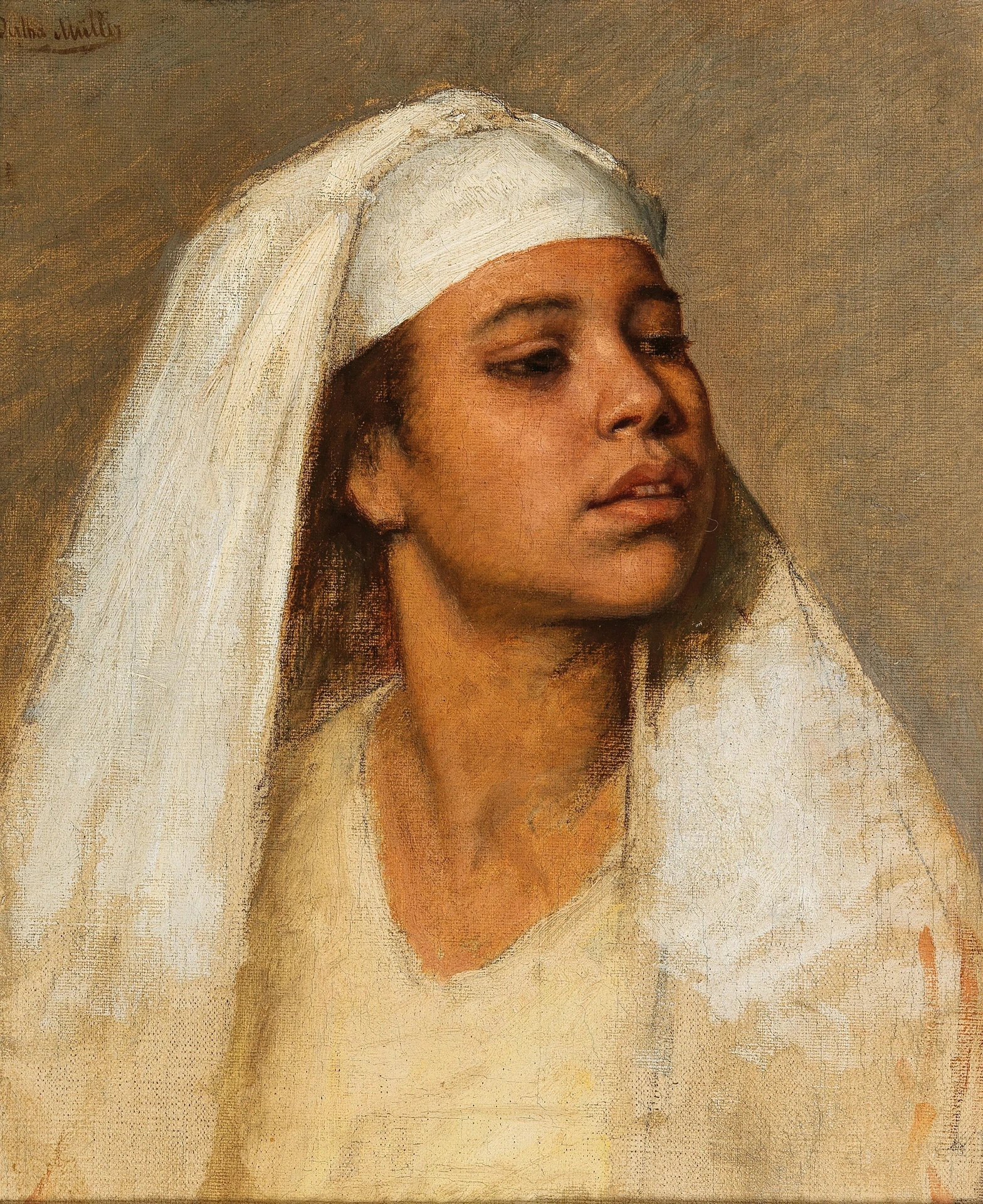
صورة لامرأة مسيحية قبطية بريشة بيرتا مولر، حوالي عام 1850

استمر اضطهاد ومضايقة المسيحيين الأقباط من قبل حكامهم المسلمين طوال العصور الوسطى وحتى فترة العصر الحديث المبكر. عندما غزا نابليون مصر في عام 1798 كجزء من الحروب النابليونية، تم إنشاء وحدة عسكرية تعرف باسم الفيلق القبطي ‏ بسبب ضرورة الدفاع عن النفس من قبل المجتمع القبطي للحماية ضد المماليك والعثمانيين والمسلمين المصريين. كان الفيلق القبطي بقيادة الجنرال القبطي يعقوب، الذي قام بتجنيد الأقباط الشباب من القاهرة وصعيد مصر للفيلق. وقد تم تدريبهم على يد مدربين من الجيش الفرنسي. بالتعاون مع الفيلق اليوناني، شكل الفيلق القبطي كتيبة صيادي الشرق ‏. عاد أعضاء الفيلق القبطي مع الجيش الفرنسي إلى فرنسا في عام 1801 بعد هزيمة الغزو النابليوني لمصر.
ويعتبر الجنرال يعقوب مؤسس أول مشروع لاستقلال مصر في العصر الحديث عن الدولة العثمانية. لقد دعا إلى استقلال البلاد من وجهة نظر قومية مصرية، مسلطًا الضوء على مجد مصر في الماضي، ورثى حالتها الحالية التي لا تليق بشعب بنى حضارة عظيمة، ومؤكدًا على الدين الذي تدين به البشرية لثقافة مصر القديمة.

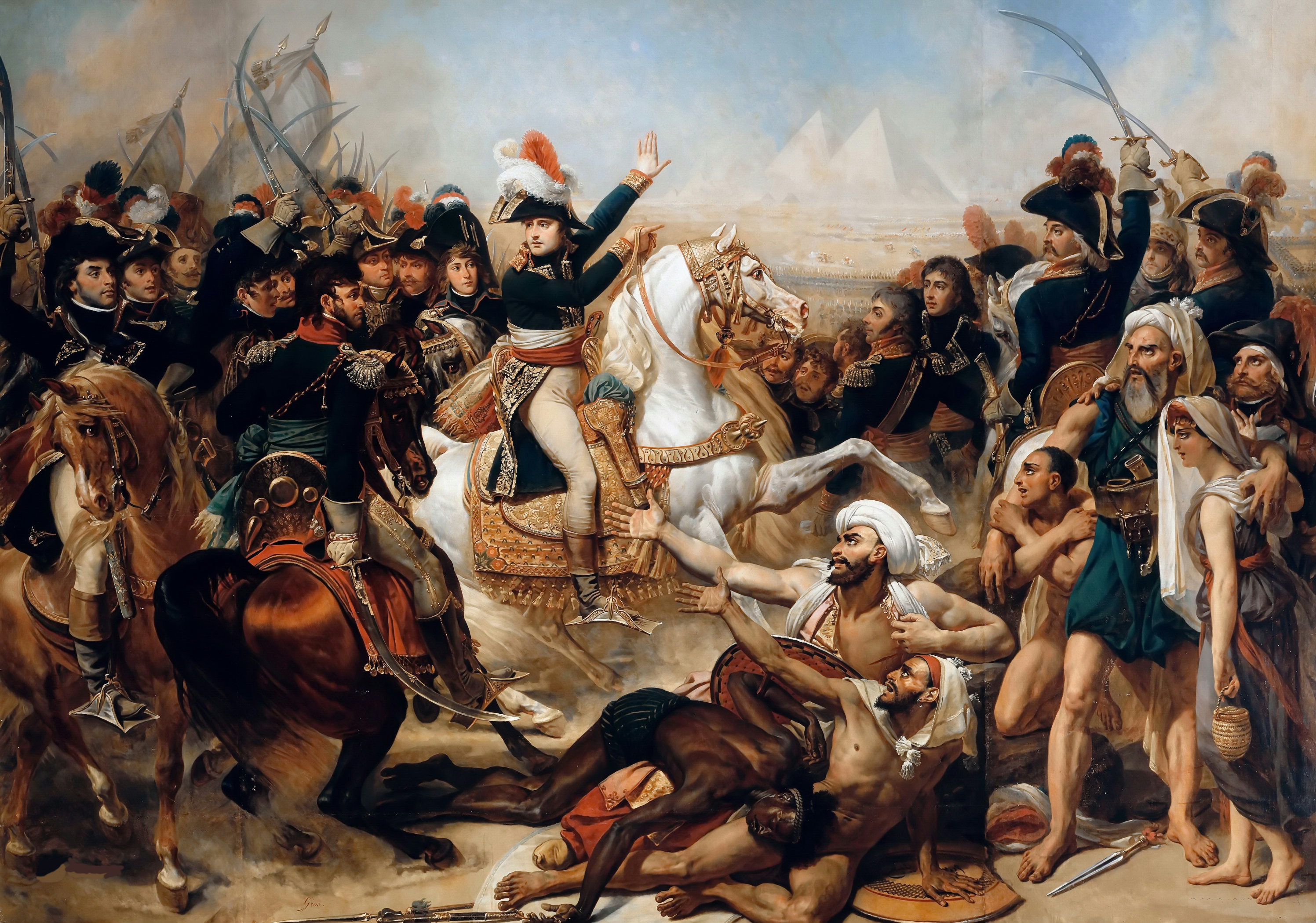
نابليون عند الأهرامات عام 1798، بريشة أنطوان جان غروس

خلال الفترة العثمانية، تم تصنيف الأقباط إلى جانب الشعوب الأرثوذكسية الشرقية والنسطورية الأخرى تحت المِلّة الأرمنية ‏. في ظل الحكم الإسلامي، كان المسيحيون يدفعون ضرائب خاصة، وكانت قدرتهم على الوصول إلى السلطة السياسية أقل، وكانوا معفيين من الخدمة العسكرية.
تحسن وضع الأقباط بشكل كبير في ظل حكم محمد علي في أوائل القرن التاسع عشر. ألغى الجزية وسمح للأقباط بالانضمام إلى الجيش. قام البابا كيرلس الرابع، الذي حكم من عام 1854 إلى عام 1861، بإصلاح الكنيسة وشجع المشاركة الأوسع للأقباط في الشؤون المصرية. كما عمل الخديوي إسماعيل باشا، الذي تولى السلطة في الفترة من 1863 إلى 1879، على تعزيز مكانة الأقباط. وعينهم قضاة في المحاكم المصرية، ومنحهم الحقوق السياسية والتمثيل في الحكومة. لقد ازدهروا في الشؤون التجارية.

### الأقباط في مصر الحديثة

علم الثوار الوطنيين المصريين أثناء ثورة 1919. ويظهر فيه الهلال الذي يمثل المسلمين المصريين والصليب الذي يمثل المسيحيين المصريين

تميز نضال مصر من أجل الاستقلال عن الإمبراطورية العثمانية والمملكة المتحدة بالقومية المصرية العلمانية، والتي يشار إليها أيضًا باسم الفرعونية. وكان الأقباط في طليعة النضال من أجل استقلال مصر. وعندما التقى الزعيم القومي المصري سعد زغلول بالوفود العربية في فرساي عام 1919، أصر على أن نضالاتهم من أجل إقامة الدولة ليست متصلة، مؤكداً أن مشكلة مصر هي مشكلة مصرية وليست عربية. عندما نفي زغلول إلى مالطا من قبل البريطانيين في عام 1919، تم نفي عدد من الشخصيات القبطية المسيحية البارزة التي انضمت إليه في مقاومة الاحتلال البريطاني لمصر، بما في ذلك ويصا واصف وجورج خياط ‏، وكلاهما من الأعضاء الرئيسيين في الحركة القومية المصرية. وعندما عاد زغلول من منفاه الأول، انضم إليه الأقباط ويصا واصف، وسينوت حنا، وواصف غالي، ومرقص حنا، ومكرم عبيد في تشكيل معارضة قوية ضد الاستعمار البريطاني في مصر. وفي وقت لاحق من عام 1921، عندما تم نفي زغلول إلى جزر سيشل، تم نفي القبطي البارز مكرم عبيد معه. وكان المنفيون جزءًا من الاستجابة القومية المصرية الأوسع للحكم الاستعماري البريطاني، ومثلوا جهدًا موحدًا عبر الخطوط الدينية في مصر. وقد أثارت هذه الأحداث احتجاجات واسعة النطاق في مصر، والتي بلغت ذروتها في ثورة 1919 الشهيرة، والتي أكدت بشكل أكبر على الرغبة المشتركة في الاستقلال بين المصريين من جميع الأديان. وأصبحت هذه الوحدة بمثابة السمة المميزة للقومية المصرية في أوائل القرن العشرين. في مذكراته، يتذكر فخري عبد النور، أحد أشهر الشخصيات القبطية في ثورة 1919، التأثير الإيجابي للبيان الذي أدلى به سعد زغلول في بداية الثورة، والذي أعلن فيه "المسؤوليات المتساوية والحقوق المتساوية" للأقباط والمسلمين المصريين. في الواقع، كان واعظ ثورة 1919 قسًا قبطيًا، الأب مرقس سرجيوس، الذي كان قد نفاه البريطانيون سابقًا في عام 1915. في أبريل 1922، أمر البريطانيون بإعدام سبعة قوميين مصريين، أربعة منهم أقباط: ويصا واصف، وواصف غالي، وجورج خياط، ومرقس حنا. ونتيجة لنضالهم، حصلت مصر على استقلالها من بريطانيا العظمى والإمبراطورية العثمانية في 28 فبراير 1922. وقد سلط هذا النضال الذي خاضه الأقباط ضد البريطانيين والعثمانيين في إطار القومية المصرية الضوء على هوية الأقباط (وكذلك المسلمين المصريين) كمصريين في المقام الأول مع القليل من الاهتمام بالانتماءات الدينية.
برزت القومية المصرية في عشرينيات وثلاثينيات القرن العشرين. لقد نظرت إلى ماضي مصر قبل الإسلام وجادلت بأن مصر كانت جزءًا من حضارة متوسطية أكبر. وأكدت هذه الأيديولوجية على دور نهر النيل والبحر الأبيض المتوسط. لقد أصبح هذا هو الأسلوب السائد للتعبير لدى النشطاء المصريين المناهضين للاستعمار في فترة ما قبل الحرب العالمية الثانية وما بعدها. ولم يكن هناك مكان للمكون العربي في الشخصية المصرية في ذلك الوقت، ولم يكن للمصريين أي توجه عربي، إذ كانوا ينظرون إلى أنفسهم كمصريين بغض النظر عن الدين. ولاحظ الأجانب الذين زاروا مصر أن المصريين لم تكن لديهم أية مشاعر عربية في النصف الأول من القرن العشرين. وكما قال أحد القوميين العرب في ذلك الوقت "لم يقبل المصريون أن مصر كانت جزءًا من الأراضي العربية، ولم يعترفوا بأن الشعب المصري كان جزءًا من الأمة العربية". وكان العديد من أبطال الليبرالية المصرية في القرن العشرين من الأقباط، مثل سلامة موسى ومكرم عبيد.

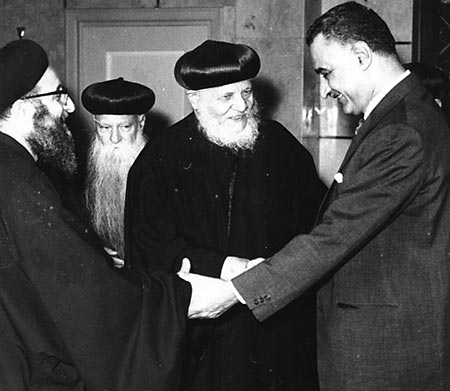
الرئيس ناصر يستقبل وفداً من الأساقفة الأقباط (1965)

ومن الإنجازات الثقافية الهامة للأقباط في القرن العشرين تأسيس المتحف القبطي عام 1910 والمعهد العالي للدراسات القبطية عام 1954. ومن أبرز المفكرين الأقباط في هذه الفترة سلامة موسى ولويس عوض والأمين العام لحزب الوفد مكرم عبيد.
في عام 1952، قاد جمال عبد الناصر بعض ضباط الجيش في انقلاب ضد الملك فاروق، والذي أطاح بالمملكة المصرية وأقام الجمهورية. كانت السياسة السائدة لعبد الناصر هي القومية العربية والاشتراكية. لقد تأثر الأقباط بشدة بسياسات التأميم التي انتهجها ناصر. بالإضافة إلى ذلك، أدت سياسات ناصر القومية العربية إلى تقويض التعلق القوي لدى الأقباط بهويتهم المصرية السابقة للعرب، وبالتأكيد هويتهم غير العربية.

## الأقباط المسيحيين
الأقباط المسيحيين هي ترجمة حرفية للإسم بالقبطية (ⲚⲓⲢⲉⲙⲛ̀ⲭⲏⲙⲓ ⲛ̀ⲭ̀ⲣⲏⲥⲧⲓⲁ̀ⲛⲟⲥ)، هم مجموعه دينيه  تتكون من ثلاث طوائف و يعد الأقباط المسيحيين أكبر طائفة مسيحية في البلاد. الأقباط هم أيضاً أكبر مجموعة مسيحية في السودان وليبيا. ويشكل الأقباط أكبر تجمّع مسيحي داخل الشرق الأوسط وشمال أفريقيا وإحدى أكبر المجتمعات المسيحية في العالم الإسلامي. وتاريخيًا، تحدث الأقباط باللغة القبطية، وهي لغة سليلة مباشر للمصريين الديموطيقيين الذين تحدثوا في العصور القديمة المتأخرة.
بعد الفتح الإسلامي لمصر في عامي 639 وعام 646 م، تراوحت معاملة المسيحيين الأقباط بين التسامح النسبي والاضطهاد المفتوح. تاريخياً، عانى الأقباط من «موجات من الاضطهاد والتسامح النسبي في دورات تباينت حسب الحاكم المحلي وغير ذلك من الظروف السياسية والاقتصادية». ويمثل الاضطهاد أحد المحاور المهمة التي شكلت الهوية القبطية. ينتمي معظم الأقباط إلى الكنيسة القبطية الأرثوذكسية، وهي كنيسة أرثوذكسية مشرقية. وإلى الكنيسة القبطية الكاثوليكية هي كنيسة كاثوليكية شرقية في شركة كاملة مع الكنيسة الكاثوليكية، إلى جانب الكنيسة الإنجيلية المشيخية. لعب الأقباط دوراً مركزياً في النهضة العربية وتحديث مصر والوطن العربي ككل، وساهموا في «الحياة الاجتماعية والسياسية والنقاشات الرئيسيَّة مثل الوحدة العربية، والحكم الرشيد، وإصلاح التعليم، والديمقراطية»، وازدهروا في الأعمال التجاريَّة.
يرفض الأقباط عمومًا الهوية العربية ويتميزون بهوية مميزة، ولكن لديهم أيضًا هوية قومية مشتركة مع باقي المصريين. يُعرف الأقباط والمسلمون المصريون بأنهم لا يمكن تمييزهم شكليًا، لأن كليهما «ينحدرون في الغالب من السكان المصريين قبل الفتح الإسلامي لمصر». وفي جميع جوانب الحياة غير الدينية، ثقافتهما متماثلة. في مصر، يتمتع الأقباط بمستوى تعليمي أعلى نسبيًا، وبمؤشر ثروة أعلى نسبيًا، وتمثيل أقوى في وظائف ذوي الياقات البيضاء، ولكن بتمثيل محدود في الأجهزة الأمنية. بالإضافة إلى ذلك، معظم المؤشرات الديموغرافية والاجتماعية والاقتصادية والصحية متشابهة بين الأقباط والمسلمين.

## أصل الكلمة
كلمة «قبط» موجودة بصيغها المتعددة في كتب الأحاديث الإسلامية وهي ثالث أقدم مجموعة نصوص بالعربية الفصحى بعد القرآن الكريم وبعض كتب الأئمة والكلمة مشابهة للاسم اللاتيني لمصر إقيپتوس Aegyptus المشتق بدوره من اللفظ اليوناني إغِپتوس Αίγυπτος الاسم الذي أطلقه اليونانيون على أرض وشعب مصر واللفظ الأكادي 𒄭𒆪𒌒𒋫𒀪 خِكُپتَخ وهي مشتقة من أحدهما أو من أصلهما الذي يظن البعض أنه المصطلح من القبطية القديمة حَوِت كُر پِتَح أي حاوية "كا" بتاح وهو إله العاصمة القديمة منف، لأن بعض مدن مصر كان يطلق عليها اسم إلهها، وعرفت مصر في الشعوب السامية المجاورة لها باسم مشابه للإسم العربي مصر في الأكدية كان 𒈬𒀫 مِصْرُ، و𐎎𐎕𐎗𐎎 مِصرامَ في الأوغاريتية، و מִצְרַיִם مِصرَيم في العبرية، وهو جذر سامي بمعنى بلد/حصن وهو موازي للفظ القبطي 𓅓𓇥𓏏𓊅 مِچرِت بذات المعنى وقد يكون هذا الإسم من مسميات القبط بلادهم أصلا بدليل الإسم الفارسي الوسيط لمصر 𐎸𐎭𐎼𐎠𐎹 مَجُوراية حيث كتب ثاني حرف جيمًا وليس سين كما يتوقع لو أشتقت من لغة سامية، لكن على أي حال لم يستخدم القبط هذا الأسم في أي مخطوطة ناجية بل أطلقوا في أغلب الأحيان أسم 𓆎𓅓𓏏𓊖 كومَت على الجزء الخصيب المنزرع بأرض مصر ويعني الأرض السوداء
كما يسود ادّعاء بأن الكلمة العربية قبط ترجع لقبط أو قفط بن مصرايم بن حام بن نوح، ويقضى هذا الادّعاء بأن قبط أو قفط هو أول من سكن مصر. وينطق بالعربية قبط، أما بالعبرية فتنطق قفطايم...
غير أن هذا الادعاء لا يستند إلى أي أساس علمي حيث أنه لا يوجد في الكتاب المقدس أي إشارة إلى اسم «قبط» أو «قفطايم» أو «قفتيم»... وربما الْتبس عليهم الأمر مع الاسم «كفتوريم» بن مصرايم، والذي يعود إليه أصل سكان جزيرة كريت
عرفت مصر في الشعوب السامية المجاورة لها باسم مصر في الأكدية والعربية، ومصريين في الآرامية، ومصرايم في العبرية، وايجبتوس في اليونانية، وأطلق المصريون اسم «كيمى» أو «كيميت» على الجزء الخصيب المنزرع بأرض مصر ويعني باللغة المصرية القديمة: الأرض السوداء وهو لفظ مرتبط لغويا وتاريخيا بحام بن نوح
يسطّر لنا العالم مورتون في كتابه المطبوع في سنة 1844 إن القبط خليط من الجنس القوقازي وجنس زنجي وذلك بنسب مختلفة، وهذا التنوّع في المنشأ هو ما قد يفسر اختلاف الخصائص التي أثر بها المهاجرون عليهم.

## تعداد

### مصر
وبما أن الأقباط يعيشون في دولة ذات أغلبية مسلمة، فإن حجم السكان هو مسألة مثيرة للجدل باستمرار، وفي كثير من الأحيان لأسباب تتعلق بالغيرة الدينية والعداء. من الصعب تقدير عدد السكان الأقباط في مصر لأن السلطات المصرية تمنع الباحثين من سؤال المشاركين في الاستطلاع عن ديانتهم. إن الافتقار إلى البيانات الديموغرافية المحددة والموثوقة يجعل جميع التقديرات غير مؤكدة. اعتبارًا من عام 2019، كان من المفهوم عمومًا أن الأقباط يشكلون ما يقرب من 10 في المائة من سكان مصر،  مع تقدير عدد السكان بنحو 9.5 مليون (الرقم المذكور في صحيفة وول ستريت جورنال، 2017) أو 10 ملايين (الرقم المذكور في وكالة أسوشيتد برس، 2019). وقد تم الاستشهاد أيضًا بأرقام أصغر أو أكبر، في نطاق "ما بين 6% و18% من السكان"،  حيث تقدر الحكومة المصرية أعدادًا أقل وتقدر الكنيسة القبطية الأرثوذكسية أعدادًا أعلى. في عام 2023، صرّح البابا تواضروس الثاني بطريرك الإسكندرية أن عدد الأقباط في مصر يقدر بحوالي 15 مليونًا من إجمالي عدد السكان البالغ 105 مليون نسمة، أي ما يقارب 14% من سكان مصر. وقال أيضًا إن هناك مليوني قبطي آخرين يعيشون في حوالي 100 دولة مختلفة في الشتات. وأوضح أن هذه البيانات تم الحصول عليها من سجلات معمودية الأطفال، والزواج، والوفيات.
آخر تعداد شمل الطائفة أيضًا جرى عام 1986 وأظهر أن نسبة المسيحيين 5.9% أي حوالي 2.8 مليون من أصل 48 مليون مصري حينها، وعلى أساس هذا الإحصاء لا تزال بعض الجمعيات المدنية والأحزاب السياسيّة تقيّم نسبة مسيحيي مصر، محددين بذلك العدد الحالي من أصل 80 مليون بحوالي 4.5 - 5 مليون نسمة، غير أن العديد من الجهات المستقلة تتهم نظامي أنور السادات وحسني مبارك بالتلاعب في نسب الإحصاء لمكاسب سياسيّة واجتماعية، وعدد من الدراسات الإحصائية العالمية تحدد النسبة بحوالي 10% من السكان أي 8 ملايين مصري من أصل 80 مليوناً؛ كتاب حقائق العالم ومعه وزارة الخارجية الإمريكية في تقرير الحريات الدينية لعام 2007 قالت أنه من الصعب تحديد عدد المسيحيين داخل مصر لكنها تترواح بين 6 - 11 مليون مصري، أي بين 8 - 15% من مجموع السكان.
ورغم التحديات، فإن الأقباط مندمجون بشكل جيد في المجتمع المصري. تتركز أعلى تجمعات الأقباط في صعيد مصر، وخاصة حول أسيوط والمنيا وقنا.

### الشتات
هناك ما يقرب من 1-2 مليون قبطي يعيشون خارج مصر، ويعرفون باسم الشتات القبطي. يعيشون بشكل رئيسي في الولايات المتحدة (500000) ، السودان (400000-500000) ، أستراليا (75000) ، ليبيا (60000) ، كندا (50000) ، فرنسا (45000) ، إيطاليا (30000) ، المملكة المتحدة (25000-30000) ، الإمارات العربية المتحدة (10000)  وهولندا (10000).
بدأت أولى موجات هجرة الأقباط للخارج بعد قيام ثورة 23 يوليو 1952 مباشرة، ومع صدور قانون التأميم، لاسيما أن الأقباط كانوا أكثر المصريين ثراء، وبعد انتزاع بعض أملاكهم سارعوا للهجرة إلى دول أميركا وأوروبا وكندا، ثم توالت الموجات مع اندلاع أي حادث له صبغة طائفية، وشهدت الفترة التي حكم الرئيس الراحل أنور السادات فيها العديد من موجات الهجرة، غير أنها زادت في عهد الرئيس السابق حسني مبارك، لاسيما بعد تردّي الأحوال الاقتصادية، بينما كان أيضًا سبب ظاهري آخر وهو المعاناة من الاضطهاد الديني.

### السودان

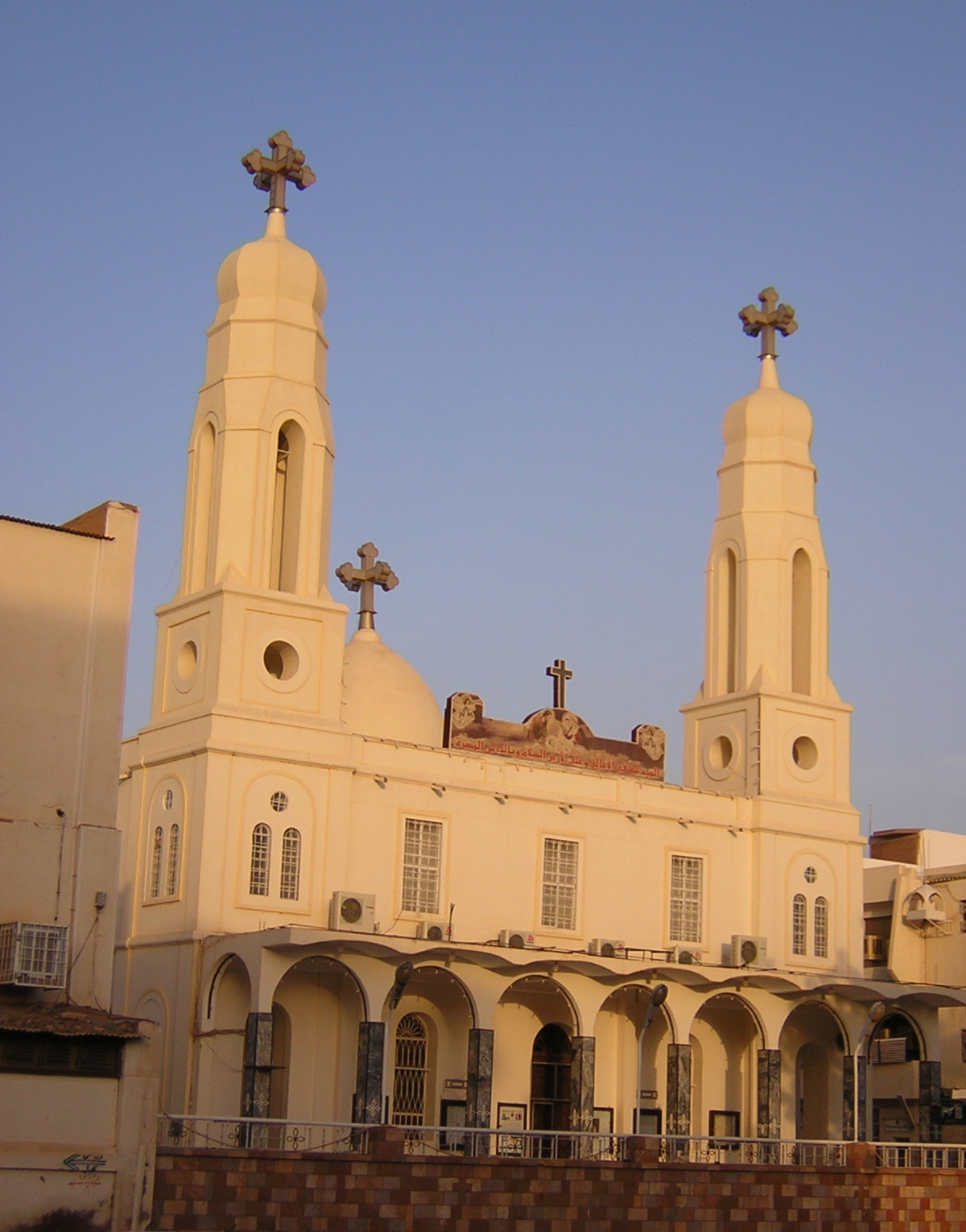
كاتدرائية السيدة العذراء القبطيَّة في الخرطوم.

لعب الأقباط دوراً سياسياً وثقافياً واجتماعياً وتعليمياً في تاريخ السودان الحديث، إذ أنشأوا أول مدرسة أهلية للبنات عام 1902، ثم المكتبة القبطية في 1908، وهي حافلة بأهم الكتب التاريخية، والمخطوطات، وكانت تقام فيها المسرحيات والندوات. مساهمة الاقباط في الحياة السياسية في السودان واضحة وجليّة، تولى الأقباط عادة وظائف الصرافة والحسابات والبنوك. عمل عدد بلا حصر داخل الخدمة المدنية. عمل الكثيرون في هيئة السكك الحديدية. عمل الأقباط أيضًا في التجارة والطب.
يوجد في السودان أقلية قبطية أصلية، على الرغم من أن العديد من الأقباط في السودان ينحدرون من المهاجرين المصريين الأحدث. يعيش الأقباط في السودان في الغالب في المدن الشمالية القريبة من الحدود مع مصر. يتمتع العديد من الأقباط السودانيين بتعليم متقدم. وقد واجهوا في بعض الأحيان التحول القسري إلى الإسلام، مما أدى إلى هجرتهم وانخفاض عددهم.
بلغت الهجرة الحديثة للأقباط إلى السودان ذروتها في أوائل القرن التاسع عشر، وقد لاقوا هناك عمومًا ترحيبًا متسامحًا. ومع ذلك، فقد انقطع هذا بسبب عقد من الاضطهاد في ظل حكم المهدي في نهاية القرن التاسع عشر. ونتيجة لهذا الاضطهاد، أُجبر العديد منهم على التخلي عن إيمانهم، واعتناق الإسلام، والزواج من السكان السودانيين الأصليين. لقد سمح الغزو الإنجليزي المصري عام 1898 للأقباط بقدر أكبر من الحرية الدينية والاقتصادية. ومع ذلك، فإن عودة الإسلام السياسي في منتصف الستينيات والمطالبات اللاحقة من جانب المتطرفين بدستور إسلامي دفعت الأقباط إلى الانضمام إلى المعارضة العلنية للحكم الديني.
بدأ تطبيق الشريعة الإسلامية في عام 1983 مرحلة جديدة من المعاملة القمعية للأقباط، من بين غير المسلمين الآخرين. وقد دعم الزعماء الأقباط مرشحًا علمانيًا في انتخابات عام 1986. ولكن عندما أطاحت الجبهة الإسلامية القومية بالحكومة المنتخبة بمساعدة الجيش، عادت التمييز ضد الأقباط بشكل جدي. تم فصل مئات الأقباط من الخدمة المدنية والقضاء. في عام 1991، فر العديد من الأقباط في السودان من البلاد بعد إعدام الحكومة للطيار القبطي بتهمة حيازة عملات أجنبية بشكل غير قانوني ورفضه التحول إلى الإسلام. وتبع ذلك فرض قيود على حقوق الأقباط في الحصول على الجنسية السودانية، وأصبح من الصعب عليهم الحصول على الجنسية السودانية بالميلاد أو بالتجنس، مما أدى إلى مشاكل عند محاولة السفر إلى الخارج. وقد رافق مصادرة المدارس المسيحية وفرض التركيز العربي الإسلامي في تدريس اللغة والتاريخ مضايقة الأطفال المسيحيين وفرض قوانين تتعلق بملابس الحجاب. وعلى النقيض من البث الإعلامي الواسع النطاق لصلاة الجمعة الإسلامية، توقف الراديو عن تغطية صلاة الأحد المسيحية.
بعد الثورة السودانية عام 2018، تم تعيين قبطي واحد ( رجاء نيكولا عيسى عبد المسيح ) في عام 2019 في مجلس السيادة الانتقالي المكون من 11 عضوًا، والذي تم عقده كجزء من خطة انتقال السودان إلى الديمقراطية. لكن انقلابا عسكريا وقع في عام 2019 أدى إلى حل المجلس ووقف التحول الديمقراطي. تعرض المسيحيون، بما في ذلك الأقباط، لاضطهاد مكثف خلال الحرب الأهلية التي بدأت في عام 2023.  وأصبح العديد منهم لاجئين أو نازحين داخليًا.
وذكر تقرير صادر عن مجموعة حقوق الأقليات عام 2018 أن الأقباط السودانيين قدروا في السابق أعدادهم بما يتراوح بين 400 ألف و500 ألف نسمة،  أي حوالي 1% من سكان السودان،  لكن الهجرة والتحول (بما في ذلك التحول القسري) إلى الإسلام أدى إلى انخفاض أعدادهم.

### ليبيا

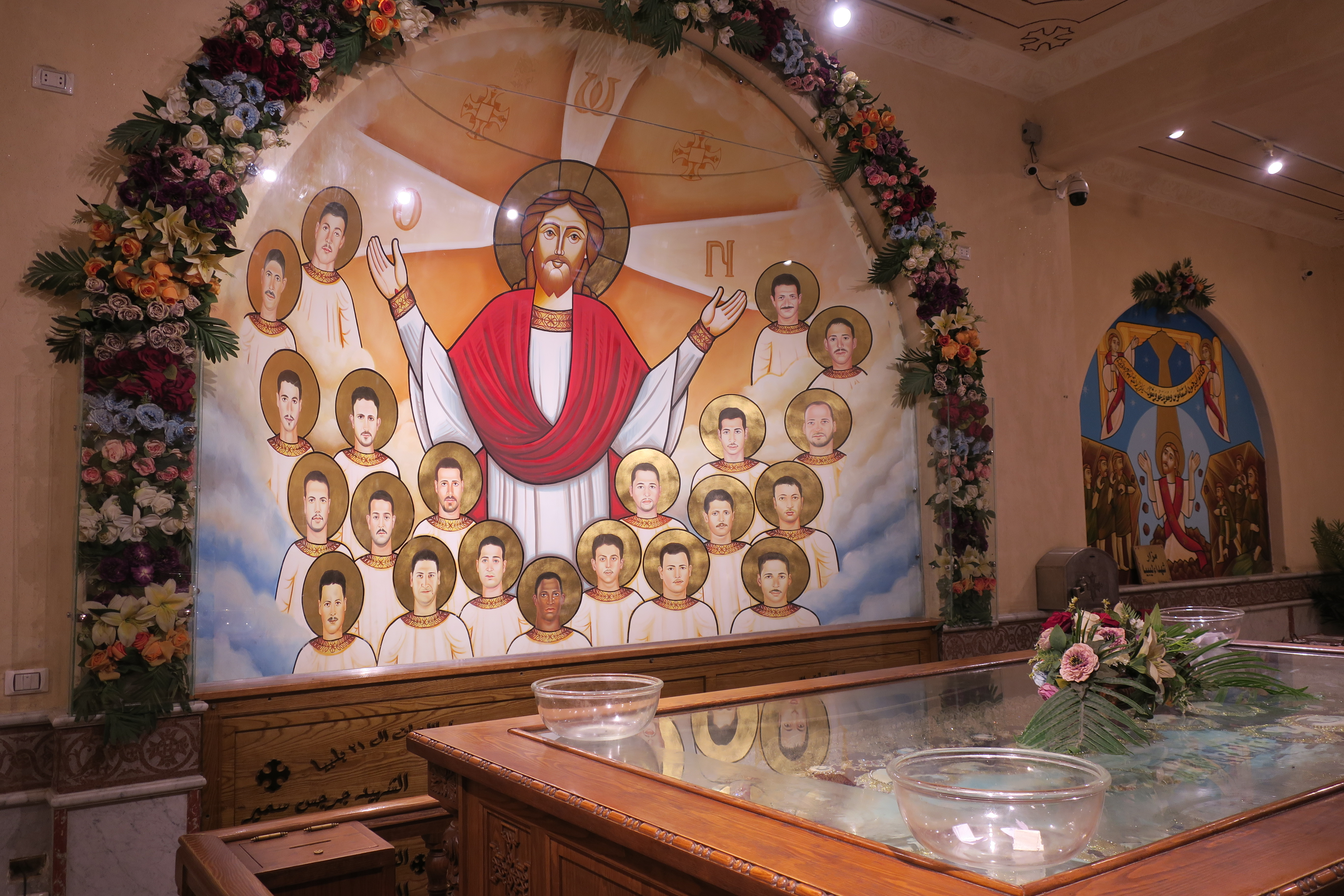
أيقونة قبطية لشهداء ليبيا الـ 21 الأقباط

عدد السكان الأقباط في ليبيا غير مؤكد. وتشير تقديرات وزارة الخارجية الأميركية لعام 2013 إلى أن إجمالي عدد الليبيين غير المسلمين بلغ 180 ألف نسمة (أي ما يقرب من 3% من سكان البلاد). ومع ذلك، قدرت الكنيسة القبطية الأرثوذكسية في ليبيا أن عدد أعضائها وحده بلغ 300 ألف، بما في ذلك أولئك الذين لا يحضرون الخدمات الكنسية بانتظام. في عام 2011، كان هناك ثلاث كنائس قبطية في البلاد. من عام 2011 إلى عام 2015، أثناء الحرب الأهلية الليبية، فر ما لا يقل عن 200 ألف مسيحي من ليبيا. خلال تلك الفترة، قامت جماعات إسلامية متشددة مثل أنصار الشريعة، وجبهة النصرة، وتنظيم الدولة الإسلامية باضطهاد الأقباط بعنف.
في عام 2015، قُتل عشرون قبطيًا في ليبيا بقطع رؤوسهم على يد تنظيم الدولة الإسلامية. وقد حظي مقطع الفيديو الذي يظهر إعدامهم، والذي بثته قناة الحياة، باهتمام دولي واسع النطاق، مما أدى إلى تقديسهم من قبل الكنيسة القبطية الأرثوذكسية والكنيسة الكاثوليكية.

### أمريكا الشمالية

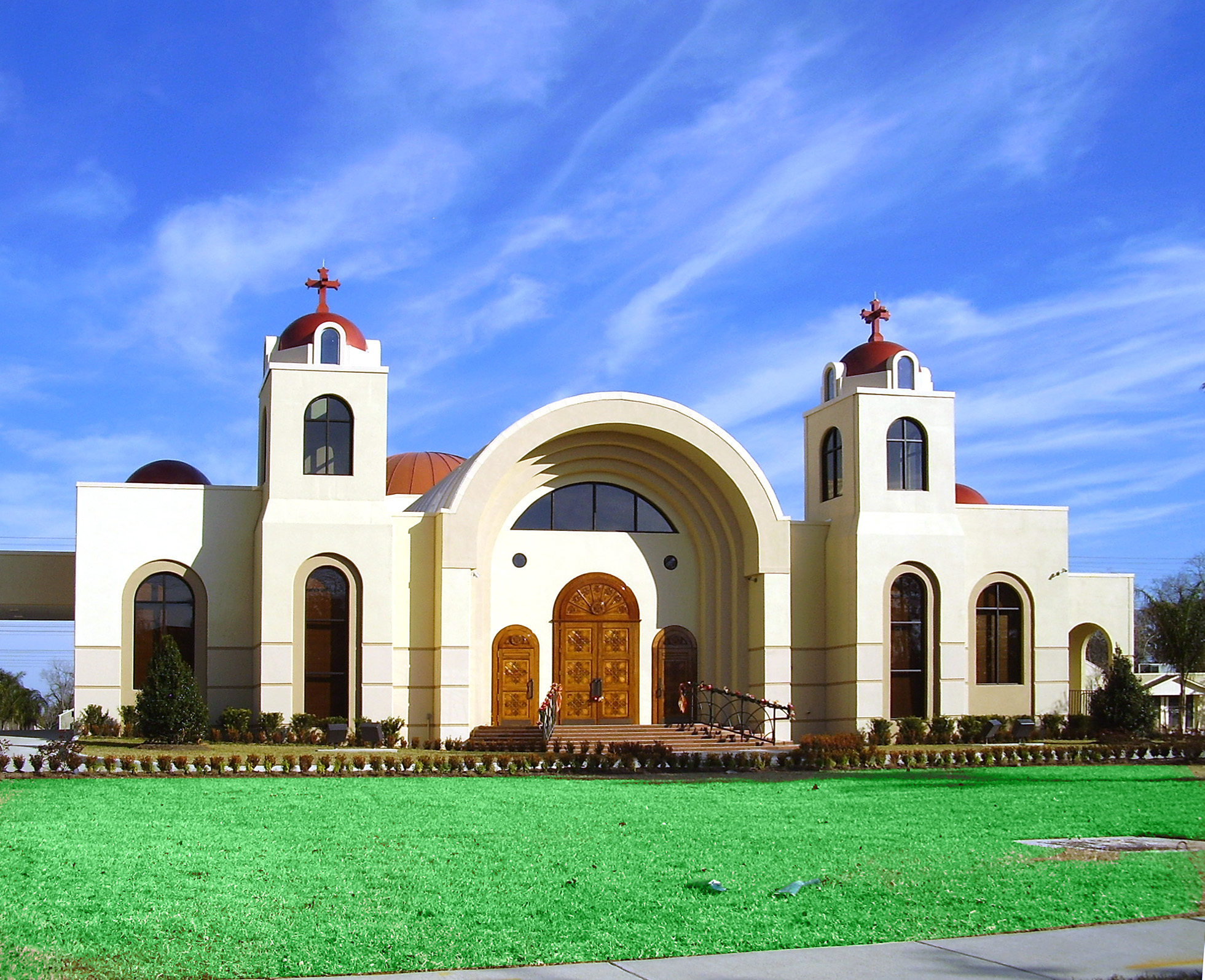
كنيسة القديس مرقس القبطية الأرثوذكسية في بيلاير، تكساس (هيوستن الكبرى).

أكبر تجمع للأقباط خارج مصر يقع في أمريكا الشمالية، سواء في الولايات المتحدة أو كندا.
تم بناء أول كنيسة قبطية أرثوذكسية في أمريكا الشمالية، كنيسة القديس مرقس القبطية الأرثوذكسية ‏، في تورنتو عام 1964. تم بناء أول كنيسة قبطية أرثوذكسية في الولايات المتحدة ‏، كنيسة القديس مرقس القبطية الأرثوذكسية في نيوجيرسي ‏، في جيرسي سيتي، نيوجيرسي بعد فترة وجيزة.
اعتبارًا من عام 2018، قُدِّر عدد السكان الأقباط الأمريكيين بأكثر من 500000 نسمة، مع وجود أكثر من 250 كنيسة قبطية في الولايات المتحدة في ذلك الوقت. في أوائل العقد الأول من القرن الحادي والعشرين، قدرت الجمعية القبطية الكندية عدد سكان الأقباط الكنديين بنحو 35 ألف نسمة. بحلول عام 2017، كان هناك ما يقدر بنحو 50 ألف قبطي كندي، يعيش أكثر من 80% منهم في أونتاريو،  معظمهم في منطقة تورنتو الكبرى ‏.

### أستراليا
تم تقدير عدد السكان الأقباط الأستراليين بحوالي 30 ألفًا ( أيه بي سي نيوز أستراليا، 2017)  إلى 100 ألفًا ( خدمة البث الخاصة (أستراليا)، 2018). وصل أول كاهن قبطي أرثوذكسي إلى أستراليا في عام 1969. تتكون الكنيسة القبطية الأرثوذكسية في أستراليا من أبرشيتين، الأولى مقرها في ملبورن (الأبرشية المنظمة في عام 1999) والثانية في سيدني (الأبرشية المنظمة في عام 2002). توجد كنيسة قبطية كاثوليكية واحدة في أستراليا، تم تكريسها في عام 2019.

### الشرق الأوسط
توجد مجتمعات أصغر من الأقباط في جميع أنحاء الشرق الأوسط، بما في ذلك الكويت،  والأردن ولبنان. يوجد في الأردن مجتمع صغير من الأقباط. في عام 2005، بلغ عدد أعضاء كنيسة العذراء مريم القبطية الأرثوذكسية في منطقة العبدلي بعمان 8000 عضو، معظمهم من المصريين.
اعتبارًا من عام 2012، قدرت الرابطة السريانية في لبنان أن عدد السكان الأقباط في ذلك البلد يتراوح بين 3000 إلى 4000 نسمة.
في إسرائيل، كان هناك ما يقرب من 1000 قبطي اعتبارًا من عام 2014، معظمهم يقيمون في القدس.

### أوروبا
في أوروبا، يوجد في فرنسا أكبر عدد من الأقباط، ويقدر عددهم بحوالي 45 ألفًا. وتليها إيطاليا (30,000)، والمملكة المتحدة (25,000–30,000) وهولندا (10,000).
اعتبارًا من عام 2017، كانت ألمانيا موطنًا لما بين 6000 و10000 قبطي. في عشرينيات القرن الحادي والعشرين، قُدِّر عدد السكان الأقباط الأرثوذكس في النمسا بنحو 10000 نسمة، على الرغم من أن تعداد النمسا لعام 2001 (آخر تعداد في البلاد يسجل الانتماء الديني) أحصى 1633 قبطيًا أرثوذكسيًا فقط.
وصل الأقباط الأوائل إلى سويسرا في ستينيات القرن العشرين، وكان معظمهم من الطلاب والفارين من مصر بعد ثورة 1952. افتتحت أول كنيسة قبطية في سويسرا في عام 2004، عندما كان عدد القبطيين في البلاد حوالي 1000 شخص.

## الدين

### الكنيسة القبطية

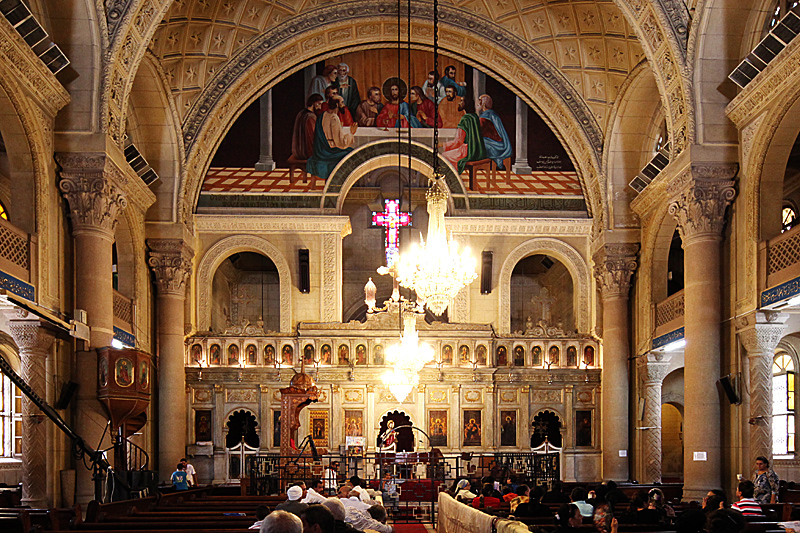
منظرٌ داخليّ للكاتدرائيَّة المُرقسيَّة بالإسكندريَّة، وهي المقر التاريخي للبطريركيَّة ومن ثُمَّ البابويَّة القبطيَّة الأرثوذكسيَّة.

ينتمي أكثر من 95% من الأقباط إلى الكنيسة القبطية الأرثوذكسية، وهي من الكنائس الأرثوذكسية المشرقية، الكنيسة القبطية هي أكبر طائفة مسيحية في الشرق الأوسط. ويتراوح أعداد الأقباط في مصر بين أربعة إلى ثمانية ملايين، بالإضافة إلى أربعة ملايين قبطي في المهجر. لا توجد احصائيات دقيقية حوال أعداد المسيحيين في مصر إلا أن نسبة 10% هي النسبة المتعارف عليها، ولكن قد تكون أعلى من ذلك. في حين أنه حسب إحصاء ذاتي أعلن عنه البابا شنودة الثالث طبقا لسجلات الافتقادات الكنسية يقدر عدد المسيحيين بأكثر من 12.7 مليون داخل مصر؛ ويرأس الكنيسة القبطية الأرثوذكسية بابا الإسكندرية وبطريرك الكرازة المرقسية وترتبط الكنيسة القبطية مع كنائس شقيقة في أرمينيا، وإثيوبيا، وإريتريا، والهند، ولبنان وسوريا. وتعتبر الكنيسة القبطية الأرثوذكسية من الكنائس المسيحية التقليدية، أي التي تقر الأسرار السبعة والمجامع المسكونية الأربعة والتسلسل الهرمي في السلطات، والتقليد الكنسي المتوارث وكتابات آباء الكنيسة، وبالتالي هي تشابه في كثير من ذلك، سائر الكنائس الأرثوذكسية المشرقية وكذلك الكنائس الأرثوذكسية الشرقية والكنيسة الكاثوليكية والكنائس البروتستانتية الأسقفية.
طوائف أخرى بين الأقباط هي الكنيسة القبطية الكاثوليكية وهي كنيسة كاثوليكية شرقية مستقلة انفصلت عن الكنيسة القبطية الأرثوذكسية وارتبطت بشركة كاملة مع الكنيسة الكاثوليكية في روما بفرعها الشرقي، أي أنه مسموح للأقباط الكاثوليك بالاحتفاظ بعاداتهم وطقوسهم الكنسية القبطية. وينتمي عدد من المسيحيين المصريين إلى الكنيسة القبطية الإنجيلية ومختلف الطوائف البروتستانتية القبطية.

## الدراسات الجينية
أظهرت دراسة Hassan et al. على تغيرات الجين Y الذكوري بين سكان السودان أن نسبة السلالة J1 تمثل 39.4 في المائة بين أقباط السودان وهي أكبر نسبة (J1 نسبتها 39.4% وE-M78 نسبتها 15.15% وR1b نسبتها 15.15% وE3b* نسبتها 6% وB نسبتها 15.15% وJ2 نسبتها 6% وK* نسبتها 3%)، والسلالة J1 هي سلالة تعرف على أنها سامية تميز السلالة الإبراهيمية سواء بين المسلمين الإسماعيليين أو بين اليهود الاسحاقيين. ونتيجة فحص أقباط السودان تعكس السلالات في أقباط مصر لأن هجرة هؤلاء الأقباط إلى السودان حدثت في القرنين الماضيين فقط. والمشهور عند المؤرخين أن الأقباط سلالة حامية، مما يؤكد ضعف الروايات التي تصنف الشعوب إلى سامية وحامية.
من سفر التكوين:
32 هؤُلاَءِ قَبَائِلُ بَنِي نُوحٍ حَسَبَ مَوَالِيدِهِمْ بِأُمَمِهِمْ. وَمِنْ هؤُلاَءِ تَفَرَّقَتِ الأُمَمُ فِي الأَرْضِ بَعْدَ الطُّوفَانِ.
21 وَسَامٌ أَبُو كُلِّ بَنِي عَابِرَ، أَخُو يَافَثَ الْكَبِيرُ، وُلِدَ لَهُ أَيْضًا بَنُونَ.
6 وَبَنُو حَامٍ: كُوشُ وَمِصْرَايِمُ وَفُوطُ وَكَنْعَانُ.
2 بَنُو يَافَثَ: جُومَرُ وَمَاجُوجُ وَمَادَاي وَيَأوَانُ وَتُوبَالُ وَمَاشِكُ وَتِيرَاسُ.
حسب سفر التكوين العبرانيين والمصيريين لا يلتقون إلا عند السلالة الأصل التي تفرقت منها الأمم، لكن في علم الجينات تجمعهم سلالة حديثة جدا وهي J1e.

## اللغة

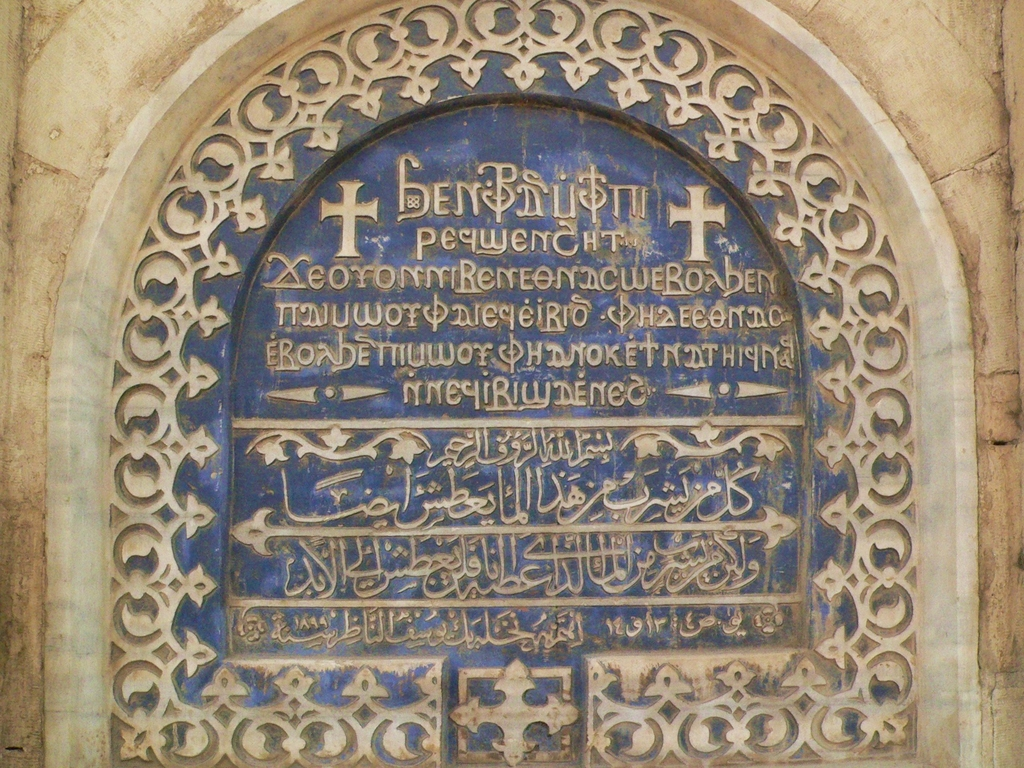
نقوش قبطية وعربية في كنيسة بالقاهرة القديمة

اللغة القبطية هي المرحلة الأحدث من اللغة المصرية. من الأفضل استخدام كلمة "قبطية" للإشارة إلى النص وليس اللغة نفسها. على الرغم من أن هذا النص تم تقديمه منذ القرن الأول قبل الميلاد، فقد تم تطبيقه على كتابة اللغة المصرية من القرن الأول الميلادي إلى يومنا هذا.
ظلت اللغة القبطية مزدهرة كلغة أدبية في مصر حتى القرن الثالث عشر. وقد حلت محلها اللهجة العربية المصرية في مصر السفلى واللهجة العربية الصعيدية في مصر العليا نحو القرن السادس عشر ولكنها ظلت جزءًا من تعليم الأقباط ذوي النسب الرفيع حتى منتصف القرن السابع عشر، ولا تزال تدرس بانتظام في المدارس القبطية. في أوائل القرن التاسع عشر، لعبت اللغة القبطية دورًا أساسيًا في نجاح شامبليون في فك رموز الهيروغليفية المصرية.
اليوم يتم تدريسها في العديد من المؤسسات المرموقة على مستوى العالم، إلا أن تدريسها داخل مصر يظل محدودا.
لهجات اللغة القبطية:
- صعيدي. وتعرف أيضًا باسم طيبة أو صعيد مصر.
- بوهيري. لهجة دلتا النيل، ولهجة الكنيسة القبطية في العصور الوسطى والحديثة.
- أخميمي.
- ليكوبوليتان. ويعرف أيضًا باسم Subakhmimic.
- الفيومية.
- أوكسيرينشيت.

## الثقافة

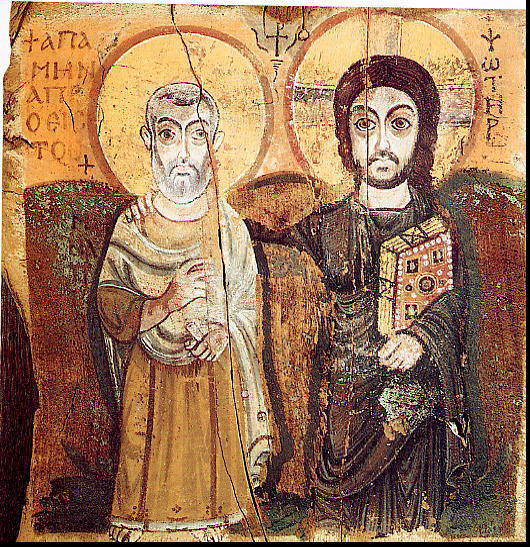
أيقونة قبطيَّة من مصر، تعود للقرن السادس ميلادي تمثل يسوع مع القديس مينا، محفوظة في متحف اللوفر في فرنسا.

تُمثل المسيحية في مصر جزءًا كبيرًا من فسيفساء الثقافة المتنوعة في البلاد. حيث يوجد هناك أقدم الآثار المسيحية إضافة إلى الليتورجية والتراتيل التي انتشرت منذ القرن الثاني الميلادي في جميع أنحاء البلاد. لعب المسيحيون الأقباط دوراً حضارياً وثقافياً وعلمياً في مصر.
لا يوجد اختلافات ثقافيّة كبرى بين المسيحيين والمحيط المصري العام، بعض الاختلافات تنشأ من الفروق الدينية، ففي المناسبات الاجتماعية التي يكون المشاركون فيها من مسيحيين غالبًا ما تقدم مشروبات كحولية على خلاف ما هو سائد لدى أغلب المجتمعات العربيّة لكون الشريعة الإسلامية تحرّم مثل هذه المشروبات. يختتن الغالبية الساحقة من مسيحيي مصر من الذكور، حيث تفرض الكنيسة القبطية الأرثوذكسية شريعة الختان على الذكور وتعطيه بُعد ديني. وفقًا للتقاليد المسيحية الشرقية يتم ختان الأطفال من الذكور بعد ثمانية أيام من ولادتهم، أو قبل طقس المعمودية. ومن ناحية ثانية فإن المسيحيين المصريين يستخدمون لفظ الجلالة «الله» للإشارة إلى الإله الذي يعبدونه، علمًا أن لفظ الجلالة المذكور قادم من الثقافة الإسلامية ولا مقابل لدى مسيحيي العالم الآخرين، باستثناء مالطة، حيث يستخدم مسيحيو الجزيرة لفظ الجلالة أيضًا.

### الفن
بدخول المسيحية نشأت مدرسة مصرية في فن الأيقونات وتطورت أساليب الزخارف وبرعوا في فنون الزخرفة والنقوش في الأغراض المعمارية والحياتية التطبيقية. كان التصوير الجدارى السائد في العصر القبطى يسير على نفس الطريقة التي تواترت منذ أقدم العصور في مصر وهي طريقة التصوير بألوان الأكاسيد على الحوائط المغطاة بطبقة من الجبس ومنه انتشرت هذه الطريقة بين مسيحي الشرق والغرب وظل الأمر كذلك حتى بداية عصر النهضة. وقد وجه الأقباط عناية كبيرة إلى زخرفة الجدران والمحاريب الموجودة في الكنائس بالتصوير الحائطى مستعينين بموضوعات مستمدة من قصص الانبياء والأحداث الدينية فكانت هناك صور للسيدة العذراء ويسوع أو الملائكة والرسل والقديسين والشهداء أو موضوعات من التوراة والانجيل.

### الليتورجيا والموسيقى
الطقس الإسكندري هو الطقس والتقليد الليتورجي الذي تستخدمه الكنيسة القبطية الأرثوذكسية، وكنيسة التوحيد الأرثوذكسية الإريترية، وكنيسة التوحيد الأرثوذكسية الإثيوبية فضلاً عن المقابلة الكنائس الكاثوليكية الشرقية وهي الكنيسة القبطية الكاثوليكية والكنيسة الأثيوبية الكاثوليكية. القداس الإلهي للطقس التقليد الإسكندري يحتوي على عناصر من الصلوات مرقس الإنجيلي، الذي يعتبر تقليديًا أول أسقف لكنيسة الإسكندرية، والقديس باسيليوس قيصرية، وكيرلس الأول، والقديس غريغوريوس النزينزي. وتعد ليتورجية القداس للقديس كيرلس الشكل الليتورجي في اللغة القبطية من ليتورجية قداس القديس مرقس في اليونانية.
الطقوس القبطية تاريخيًا كانت تقام باللغة القبطية وإلى جانبها بعض المقاطع باللغة اليونانية التي كانت لغة ثقافة ذلك العصر، وبعد انتشار العربية بين أقباط مصر، عُربت بعض أقسام الطقوس خصوصًا القداس فأصبحت تتلى بالقبطية والعربية، وفي بلاد الانتشار ترجمت الأسقفيات القبطية بعض المقاطع أيضًا إلى اللغات المتداولة في تلك البلاد، فأدخلت نصوص بالإنجليزية والفرنسية والألمانية وغيرها إلى الطقوس القبطية، إلى جانب القبطية والعربية.
ظهرت في الكنيسة القبطية الأرثوذكسية الموسيقى الكنسيّة القبطية وهي من أقدم موسيقي كنسية موجودة، وقد وصفها عالم الموسيقي الإنجليزي، ايرنست نيولاند سمث، بجامعات أكسفورد ولندن:

### العمارة

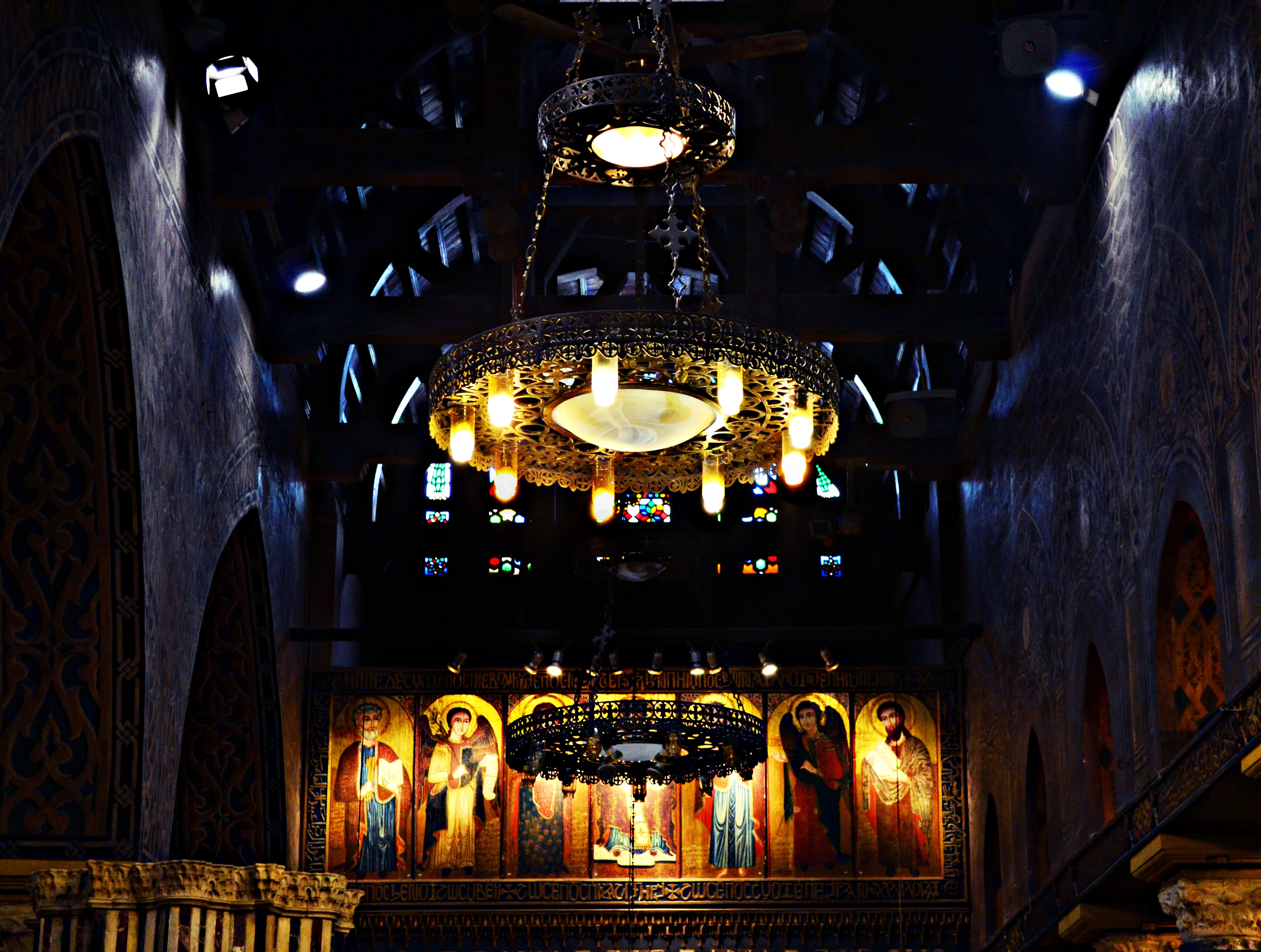
الكنيسة المعلقة من الداخل.

ظهرت مع الكنيسة القبطية الأرثوذكسية في مصر فن العمارة القبطية. والتي تعود أصولها بحسب عدد من الباحثين إلى العمارة المصرية القديمة، وإحدى نقاط التشابه بين خطط بناء المعابد المصرية القديمة، هي التقدم من الفناء الخارجي إلى الملاذ الداخلي الخفي المشابه لتلك الموجودة في الكنائس القبطية، وهي من صحن الكنيسة الخارجي أو الشرفة، والملاذ الخفية وراء الحاجز الأيقوني أو الأيقونسطاس. يرى آخرون ان العمارة القبطية تعود إلى تلك العمارة التي في الكنائس البيزنطية والرومانية. وهكذا انصهرت العمارة القبطية الأصلية مع التقاليد المصرية والأنماط المعمارية اليونانية-الرومانية والبيزنطية المسيحية.
بعد الفتح الإسلامي لمصر أثرت العمارة والفن القبطي على العمارة الإسلامية المصرية، ودمجت بعض الملامح الفنية القبطية في بناء العمارة الإسلامية في مصر. وفي وقت لاحق تأثر الفن والعمارة القبطية أيضًا بفن الزخارف التي استوحت من الأنماط الفنيّة الإسلامية. وتعتبر الكنيسة المعلقة في القاهرة القبطية من أبرز كنائس العمارة القبطية. ويشير ويل ديوران في كتابه عصر الأيمان إلى أن الأقباط ساهموا في بناء مسجد المدينة مما دعا المسلمين للاحتجاج من أن جامع النبى بناه الكفار. وصمم الأقباط جامع بن طولون بالقاهرة الذي صممه ابن الكاتب الفرغاني وأيضًا جامع السلطان حسن بالقاهرة.

### الأدب

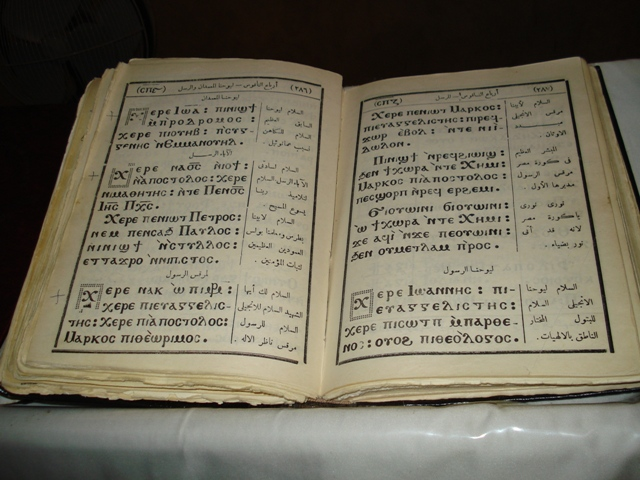
نسخة لأحد الكتب الطقسية القبطية تظهر مديحًا للقديس يوحنا؛ وهي من محفوظات المتحف القبطي في القاهرة.

عموم الطقوس المسيحية إنما نشأت أولاً في القدس والتي تدعى «أم الكنائس»، ومنها تفرعت وانتقلت إلى مصر وبلاد الشام حيث نشأت العواصم اللاحقة للطقوس المسيحية وهي بنوع خاص أنطاكية والرها في بلاد الشام والإسكندرية في مصر؛ بيد أنّ الطقوس المسيحية عمومًا تأثرت ببعضها البعض ونمت بشكل متوازي، وبناءً عليه يمكن القول بتشابه عام في خطوطها العريضة. أما الوضع في الطقس القبطي فهو مختلف تمامًا، يعود ذلك بسبب حالة العزلة التي فرضت على كنيسة الإسكندرية في أعقاب مجمع خلقيدونية عام 451، ومن ثم الفتح الإسلامي الذي جعل البلاد معزولة عمّا يدور خارجها في روما أو القسطنطينية، مجمل القول أن الطقس القبطي قد تتطور تطورًا ذاتيًا وبعيدًا عن سائر الطقوس المسيحية، واستجلب من الواقع المصري مراحل تطوره؛ أبرز مراحل الإصلاح كانت في القرن الثاني عشر على يد البابا غابرئيل الثاني، ومن ثم في القرن الخامس عشر على يد البابا غابرئيل الخامس، ومنذ ذلك الوقت لم تحصل أي تطورات تذكر على الطقس القبطي أو حذف أو إضافة أي طقوس خاصة به، وقد ضبط النصّ بشكل دائم في أعقاب طباعة الكتب الطقسيّة التي بدأت في القرن الثامن عشر تحديدًا في عام 1736 على يد الأنبا روفائيل الطوخي وذلك في روما، إذ لم يكن هناك مطابع في مصر بعد. أحد أبرز المعالم العريضة للطقس القبطي هو الطول من حيث المدة الزمنية يعود ذلك لاستحباب تكرار الصلوات والأدعية وكثرة الترانيم، كذلك فإن من مميزات الطقس القبطي استخدام صيغة الجماعة خلال الصلوات لا صيغة الفرد، فضلاً عن كثرة الحركات الطقسية ذات الرموز الخاصة، إضافة إلى اعتماد الصلوات على جمل أو مقاطع معينة من الكتاب المقدس تدمج في صيغة الصلوات أو الأدعية.
أخد العالم المسيحي نواحي مختلفة من الأدب القبطي أهمها أقوال الآباء ثم خطب القديسين في كفاح الوثنية لتثبيت المسيحية، ثم السحر ثم الأدب الدنيوي أو الشعبي. فأما أقوال الآباء فهي الأقوال النسكية التي دعمت الرهبنة وبينت ناحيتيها النفسية والعملية. ليس الأدب القبطي أدب ديني فحسب، بل إن الآثار الدينية الدنيوية في الأدب القبطي لاتقل عن الآثار الدينية، فبالرغم من انصراف الأقباط عن تدوين الآداب القبطية في العصور الأولى لغلاء ورق البردي إلا أنه عُثِر علي الكثير من الرسائل والوثائق القبطية عن الأدب القبطي الديني والشعبي. ومن أهم الأعمال الأدبية الشعبية القبطية قصة تيودوسيوس وديونسيوس التي ترجع إلى أوائل القرن الثامن، وكان بطلها صانع مصري بلغ منصب إمبراطور اليونان. وقد نسي أخوه الذي كان صانع خشب مصري ثم يلقاه ثانية ويعينه رئيس لأساقفة العاصمة اليونانية. وأيضًا من أشهر قصص الأدب القبطي رواية قمبيز وهي قصة أصلية باللغة القبطية تتضمن تاريخًا خياليًا لغزو مصر علي يد الملك قمبيز الذي كان ملك للفرس، وبالإضافة لهذه القصص عُثِر علي بعض الأجزاء من قصة الاسكندر الأكبر مترجمة إلى الصعيدية. وهناك آثار أدبية كثيرة منها أيضا القصيدة التي كتبت عن أرخليدس وأمه سنكليتكس.

### موسيقى
الموسيقى القبطية هي الموسيقى التي تُغنى وتُعزف في الكنيسة القبطية الأرثوذكسية والكنيسة القبطية الكاثوليكية. لها جذورها في الموسيقى المصرية القديمة ولا تزال العديد من عناصر الموسيقى المصرية القديمة باقية في الموسيقى الليتورجية القبطية، مع تأثيرات بيزنطية وعبرية إضافية محتملة. ويتكون بشكل رئيسي من ترانيم تُغنى بإيقاع الآلات الموسيقية مثل الصنج (اليدوي والكبير الحجم) والمثلث. تعتبر الآلات الإيقاعية المستخدمة في الكنيسة القبطية غير عادية في الطقوس المسيحية. وبما أن أدوات مماثلة تظهر في اللوحات الجدارية والنقوش المصرية القديمة، يعتقد البعض أنها قد تمثل بقاءً من تقليد قديم جدًا. الموسيقى القبطية هي موسيقى دينية بحتة.
الترانيم القبطية هي تقليد قديم جدًا يرتبط بالموسيقى المصرية القديمة. على سبيل المثال، فإن الترانيم التي تُغنى اليوم في الجمعة العظيمة في الكنيسة القبطية لها جذورها في لحن مصري قديم كان يعزفه الكهنة المصريون القدماء أثناء دفن الملوك المصريين.
لقد تم نقل الموسيقى القبطية شفويا على مدى آلاف السنين، ولم يتم استخدام المخطوطات والنوتات الموسيقية والكتب لتسجيل الموسيقى القبطية إلا مؤخرا.

### مطبخ

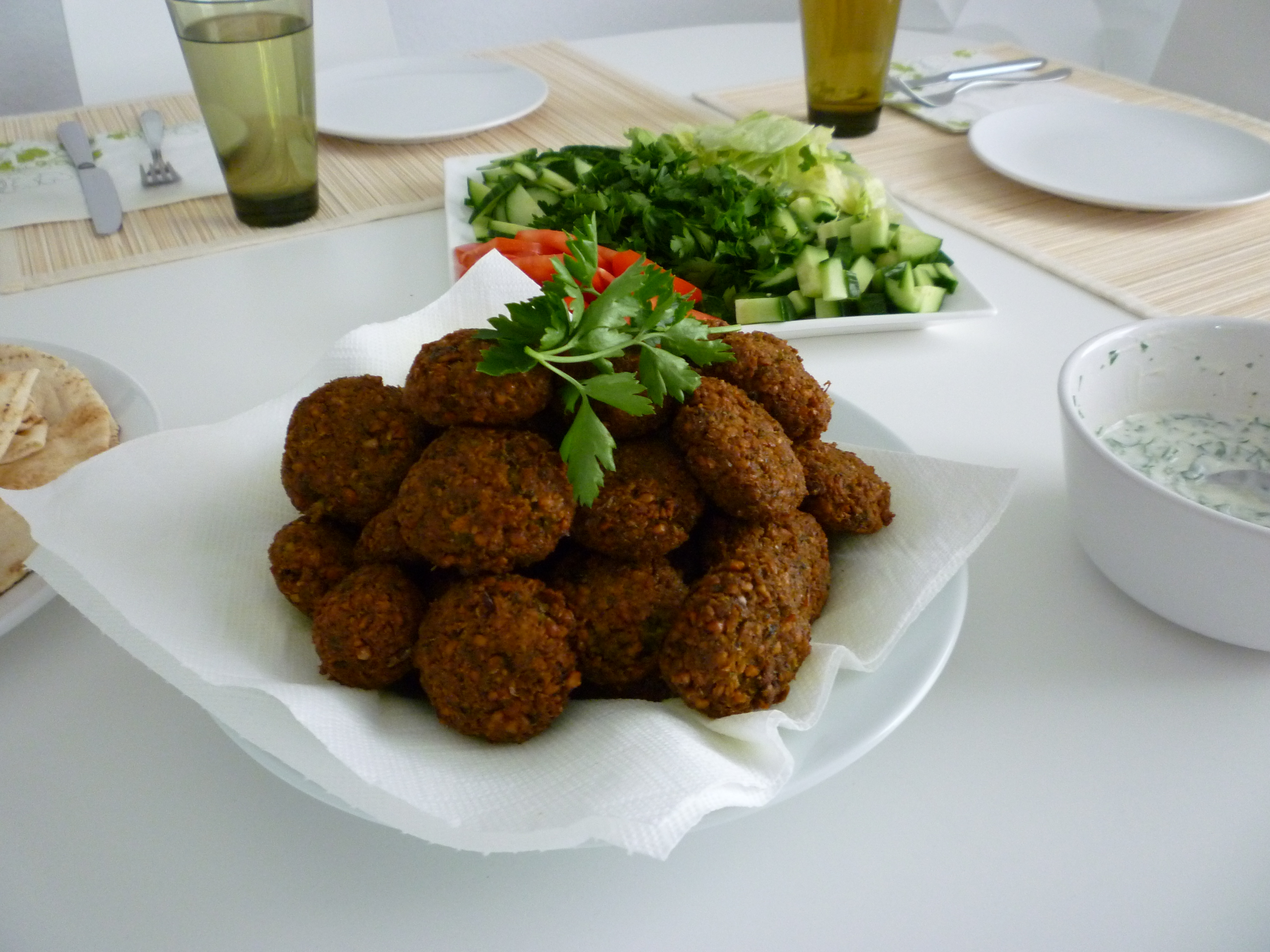
يُعد الفلافل من مأكولات الصيام الأبرز لدى مسيحيين مصر.

تؤمن الكنيسة كذلك بالصوم، وتعتبر الصوم بحسب طقس الكنيسة القبطية من أطول مدد الصوم مقارنة بسائر الكنائس المسيحية، ويبلغ مجموع طول أيام الصوم مائتي وعشر أيام في العام، منفصلة عن بعضها البعض، ولعلّ أبرزها الصوم الكبير والصوم الصغير وصوم أسبوع الآلام المسمى في الطقس القبطي «البصخة المقدسة» وصوم نينوى والصوم الذي يسبق عيد انتقال العذراء وصوم الرسل، ويكون الصوم بالامتناع عن تناول الطعام والشراب بين فترتي الشروق والغروب والامتناع عن تناول أية منتجات حيوانية طوال فترة الصوم، غير أنها عادة ما تبسط حسب السنّ والحاجة والمرض وسوى ذلك. وبالتالي يقيم المسيحيين الأقباط أطباق خاصة بمناسبة الأصوام منها الفلافل حيث تشير عدد من الدراسات أن أصول الفلافل تعود إلى الأقباط حيث كان يؤكل كبديل عن اللحوم أثناء الصوم الكبير.
على الرغم من أنه لا توجد لدى أغلبية الطوائف المسيحية موانع بأكل لحم الخنزير فأنّ الكنيسة القبطية الأرثوذكسية تنقسم حول هذا الموضوع. على سبيل المثال نصح البابا شنودة الثالث أتباعه في عام 2007 عدم أكل لحم الخنزير، على الرغم من أن هذه النصيحة كانت تقوم على آرائه الخاصة وليس على الكتاب المقدس.

### الأعياد
تحتفل الطوائف المسيحية المصرية بعيد الميلاد في توقيتات مختلفة؛ فتتبع الكنائس الأرثوذكسية الشرقية والمشرقية تقويم 7 يناير والكنيسة الكاثوليكية والبروتستانت تقويم 25 ديسمبر وهو وهو عطلة رسمية في مصر وفق التقويم القبطي، يرتبط عيد الميلاد بوضع زينة الميلاد ممثلة بالشجرة وغالبًا ما يوضع تحتها أو بقربها «مغارة الميلاد» حيث توضع مجسمات تمثّل حدث الميلاد أبرزها يسوع طفلاً وأمه ويوسف النجار إلى جانب رعاة والمجوس الثلاثة، هذه العادة وفدت من الغرب، إلا أنها باتت جزءًا من تقاليد الميلاد العامة، تمامًا كتوزيع الهدايا على الأطفال والتي ترتبط بالشخصية الرمزية بابا نويل. العيد القريب من عيد الميلاد هو عيد رأس السنة الذي يقام ليلة 31 ديسمبر، علمًا أن العديد من الأسر الغير مسيحية تحتفل به أيضًا غير أنه ذو خصوصيّة مسيحية. إلى جانب عيد الظهور الإلهي ومن أبرز مظاهر العيد أن يُلقى صليب في البحر ويقوم شاب بالغوص لاسترجاعه والغطس في بِرك المياه.
أما عيد الفصح ويسبقه أسبوع الآلام، فبدوره مرتبط بموت المسيح وقيامته حسب المعتقدات المسيحية. هناك أعياد أخرى أقل أهمية، وبعضها ترتبط أهميته بمناطق بعينها، منها عيد النوروز المتوافق مع رأس السنة القبطية. تحتفل الكنيسة القبطية، بالإضافة إلى أعياد القديسين، بأربعة عشر عيدًا مقسومة إلى سبعة أعياد كبرى تعتبر بطالة، منها عيد الغطاس؛ أما من أعياد القديسين الهامة، فهناك عيد مار جرجس ومارمينا والشهيدة دميانة وسواهم.

## الهوية

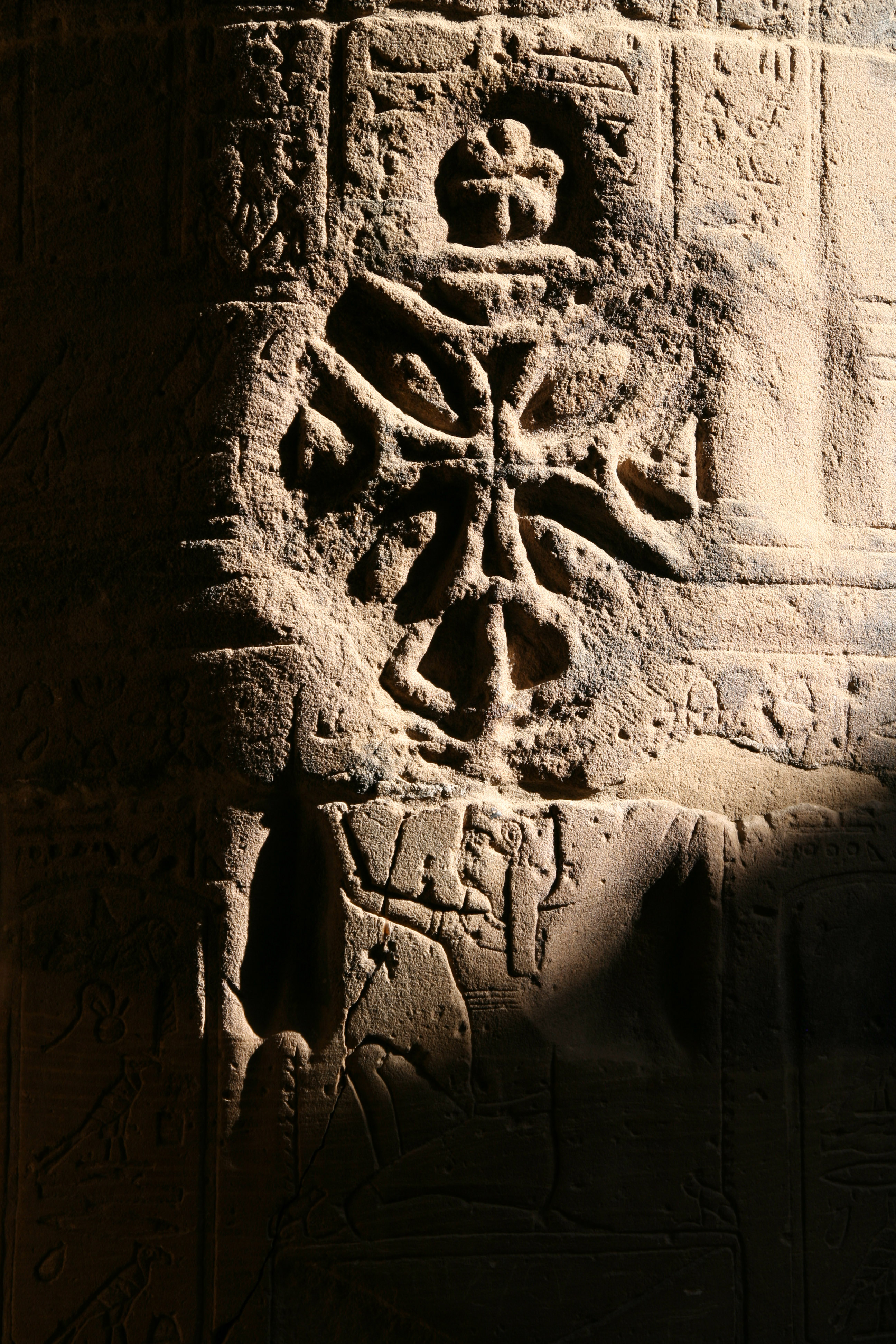
صليب قبطي على عمود في معبد فيلة

باعتبارهم السكان الأصليين لمصر، والأحفاد المباشرين للمصريين القدماء، فإن الأقباط لديهم ارتباط قوي بهويتهم المصرية. على مر القرون، رفض الأقباط دائمًا الهويات الأخرى التي حاول الحكام الأجانب فرضها عليهم، وحاربوها، مؤكدين على هويتهم المصرية. وقد تجسد هذا التعلق بالأمة المصرية في قول أحد أبرز الأقباط في القرن العشرين، مكرم عبيد، الذي أعلن:
مصر ليست أمة نعيش فيها، بل هي أمة تعيش في داخلنا.
بدأت صياغة الهوية القبطية بالمعنى العرقي في مصر اليونانية الرومانية على خلفية الحكام الأجانب، أولاً البطالمة ثم الأباطرة الرومان. في مصر اليونانية الرومانية، كان مصطلح القبطي يشير إلى السكان المحليين في مصر، على عكس المجموعة النخبوية من الحكام والمستوطنين الأجانب (اليونانيين والرومان، إلخ) الذين قدموا إلى مصر من مناطق أخرى وأسسوا إمبراطوريات بارزة. خلال تلك الفترة، احترم الحكام الأجانب المصريين ودينهم المحلي، وأقاموا العديد من المعابد للآلهة المصرية، مثل معبد حورس في إدفو ومعبد حتحور في دندرة. وعلى الرغم من وجود هؤلاء المهاجرين وفرعون أجنبي، ظلت مصر موطنًا للمصريين في المقام الأول، وهم أكبر مجموعة ضمن السكان. في الواقع، فإن معظم السكان الأصليين في المناطق الريفية والحضرية الذين عاشوا في المدن والقرى والنجوع على طول وادي النيل استمروا في حياتهم دون تغيير يذكر أثناء حكم البطالمة. حتى في الإسكندرية، عاصمة مصر البطلمية وأكبر مدينة يونانية خارج اليونان، كان عدد المصريين الأصليين يفوق عدد اليونانيين بكثير. من حيث الأعداد والثقافة، ظلت مصر مصرية بالأساس.
لقد بدأ الأساس لتعريف الأقباط كجماعة عرقية دينية وليس مجرد جماعة عرقية في القرنين الرابع والخامس الميلاديين، مع بداية الاختلاف في العقيدة بين الكنيسة المسيحية الأصلية في مصر وكنيسة الإمبراطورية. لقد أصبح الاضطهاد والنفي الذي مارسه الإمبراطور قسطنطين الكبير في القرن الرابع ضد أثناسيوس، البطريرك المصري الأصلي لكنيسة الإسكندرية، تجسيدًا للشخصية المصرية للكنيسة في مصر. ساعد اضطهاد أثناسيوس في خلق نموذج لبطاركة الإسكندرية اللاحقين، الذين تم تصويرهم مرارًا وتكرارًا كمدافعين عن الحقيقة ضد الغرباء وغير المصريين. وقد حدث الانشقاق الرسمي في مجمع خلقيدونية سنة 451م. وقد رفض الوفد المصري إلى المجمع، الذي أدان وعزل ونفى واستبدل بطريرك الإسكندرية المصري الأصلي ديسقوروس الأول، وبالتالي رفضه كل السكان المصريين الأصليين. نتيجة لمجمع خلقيدونية انقسمت كنيسة الإسكندرية التي كانت لها السلطة القضائية على كامل أرض مصر، وكذلك على كامل قارة أفريقيا، إلى كنيسة تقبل قرارات المجمع، وكنيسة ترفضها. الكنيسة التي قبلت المجمع أصبحت تعرف بالكنيسة الخلقيدونية، وتظل قائمة حتى اليوم باسم بطريركية الإسكندرية للروم الأرثوذكس. ومن ناحية أخرى، أصبحت الكنيسة التي رفضت مجمع خلقيدونية، والتي انضمت إليها الغالبية العظمى من المصريين الأصليين، هي سلف الكنيسة القبطية الأرثوذكسية.
برزت عملية بناء الهوية لدى المصريين الأصليين بشكل أكثر وضوحًا في الفترة التي أعقبت حكم الإمبراطور جستنيان الأول في القرن السادس الميلادي. أصبحت هذه العملية الأساس لتطور شخصية مصرية مميزة للكنيسة القبطية الأرثوذكسية، مع ابتعادها عن الأرثوذكسية الخلقيدونية الرسمية للإمبراطورية وشخصيتها اليونانية المميزة. كان الأقباط ينظرون إلى كنيستهم باعتبارها كنيسة ذات استمرارية عقائدية مباشرة مع عمالقة آباء الكنيسة المصرية مثل أثناسيوس الإسكندري وكيرلس الإسكندري، وكلاهما كانا باباوات كنيسة الإسكندرية، وكان لاهوتهما الأساس للإيمان المسيحي الأرثوذكسي في جميع أنحاء العالم. كان هناك جانب مهم آخر في تصور المجتمع القبطي لنفسه وهو استمراريته العرقية والدينية مع المجتمع الذي أنتج العديد من الشهداء المصريين المحليين.

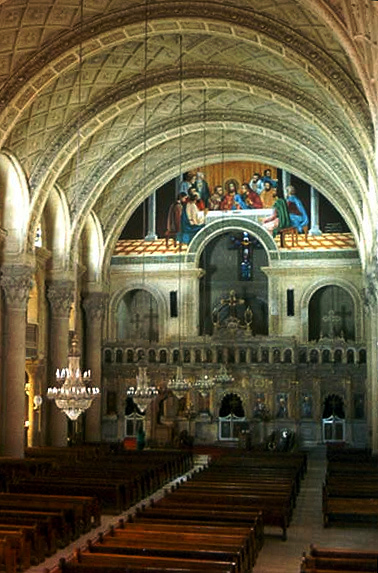
كاتدرائية القديس مرقس القبطية بالإسكندرية

بحلول وقت الفتح العربي لمصر في عام 641 م، كان الأقباط قد شكلوا هوية عرقية دينية مميزة كانت مصرية وغير خلقيدونية، على النقيض من الهوية الخلقيدونية البيزنطية اليونانية التي كانت سائدة في الإمبراطورية الحاكمة. في ظل الحكم العربي الإسلامي، وللهروب من التجنيد الإجباري والاضطهاد والضرائب الباهظة، وخاصة ضريبة الجزية التي فرضت فقط على غير المسلمين وفقًا للشريعة الإسلامية، بدأ المصريون تدريجيًا في التحول إلى الإسلام. أصبح الأقباط الذين اعتنقوا الإسلام معر
وفين باسم الموالي، وفي النهاية أصبحوا ببساطة مسلمين. وظل مصطلح العرب محجوزًا للغزاة. وهكذا تغير معنى مصطلح القبطي تدريجيا بمرور الوقت حتى أصبح في النهاية يشير فقط إلى أولئك المصريين الذين حافظوا على إيمانهم المسيحي.
وفي ظل الحكم الإسلامي، ظلت الهوية القبطية تتحدد على خلفية اللاهوت السليم وعلم المسيح، على النقيض من تلك التي كان يتبناها الخلقيدونيون. ومع ذلك، ومع وجود غير المواطنين في البلاد، بدأت الهوية القبطية أيضًا تؤكد على الشخصية المصرية الأصيلة للأقباط. وبما أن المسلمين، وخاصة المتحولين من مصر وأقل شيوعًا العرب، بدأوا يستقرون ببطء في الريف، فقد قدموا شخصًا آخر أصبحت هذه الهوية محددة ضده بشكل أفضل. لعبت الرهبنة القبطية ‏ دوراً حاسماً في الحفاظ على الهوية القبطية في مصر. وهكذا تشكلت الهوية المسيحية المصرية للأقباط. وبعد انتشار اللغة العربية خارج المدن الكبرى، أصبحت الكنيسة المصرية تُعرف باسم "القبطية"، وأصبح المسيحيون المصريون الأصليون يُعرفون باسم "الأقباط"، وهو تحول دلالي حدث في القرنين الثامن والتاسع. ومع ذلك، في لغتهم القبطية الأصلية، لا يزال الأقباط يشيرون إلى أنفسهم اليوم باسم ⲛⲓⲣⲉⲙⲛ̀ⲭⲏⲙⲓ (المصريون)، وإلى كنيستهم باسم Ϯⲉⲕ̀ⲕⲗⲏⲥⲓⲁ ⲛ̀ⲣⲉⲙⲛ̀ⲭⲏⲙⲓ ⲛ̀ⲟⲣⲑⲟⲇⲟⲝⲟⲥ (الكنيسة الأرثوذكسية المصرية).
وفي العصر الحديث، لم تطرح مسألة الهوية القبطية قط قبل صعود القومية العربية في عهد عبد الناصر في أوائل الخمسينيات. حتى تلك النقطة، كان المسلمون والمسيحيون المصريون ينظرون إلى أنفسهم على أنهم مصريون فقط دون أي مشاعر عربية. بدأ النضال من أجل الحفاظ على هذه الهوية المصرية عندما حاول ناصر ونظامه فرض هوية عربية على البلاد، وحاولوا محو كل الإشارات إلى مصر ككيان منفصل وفريد. اليوم، يرفض الأقباط والعديد من المسلمين المصريين القومية العربية، ويؤكدون على التراث والثقافة المصرية الأصلية، فضلاً عن عرقهم الفريد وتركيبتهم الجينية، والتي تختلف تمامًا عن تلك الخاصة بالعرب. لقد أصبح الاضطهاد عنصرا محوريا في إحساس الأقباط بهويتهم.

## الأوضاع الاجتماعية

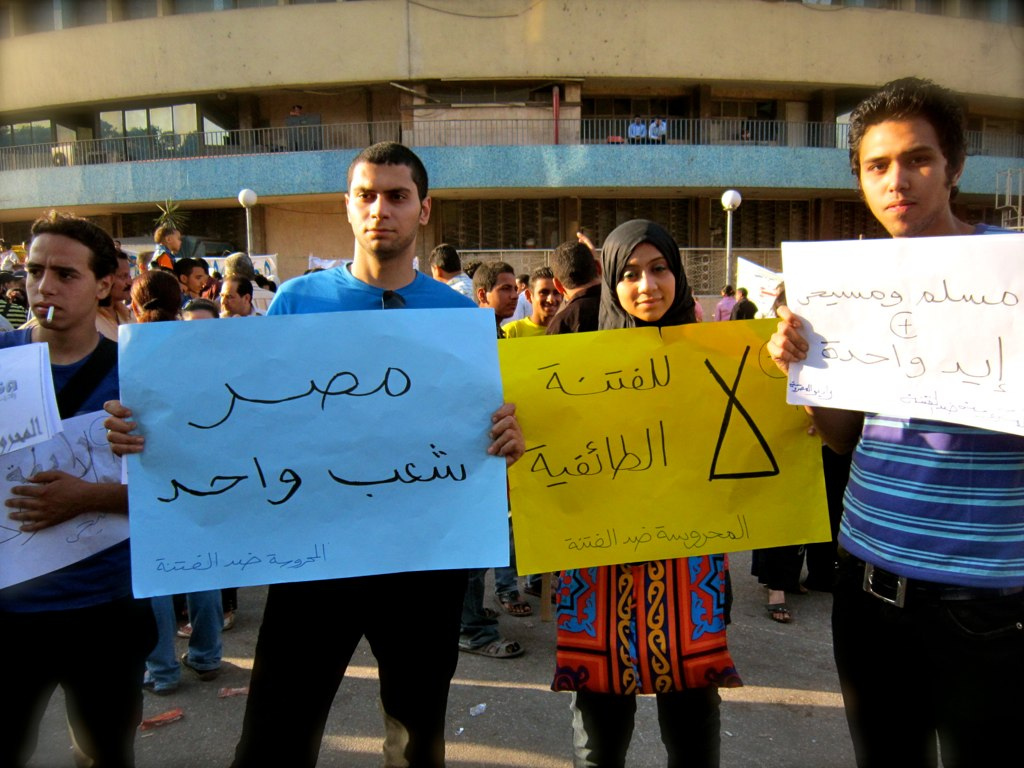
شبّان مصريون يرفعون شعارات ترفض الطائفية وتؤكد المساواة بين المسلمين والمسيحيين.

الدساتير المصريّة المتعاقبة بدءًا من دستور 1923 وحتى اليوم تنصّ على أن جميع مكونات المجتمع المصري هي متساوية في الحقوق والواجبات، وصدر في 15 أكتوبر 2011 قانونًا مجرمًا للتمييز في البلاد، رغم ذلك فإن تقرير الحريّات الدينية الصادر عن وزارة الخارجية الإمريكية قد فيّم مصر بكونها دولة «منتهكة» لحقوق الأقليات؛ تقرير الحريات الدينية استند إلى عدّة معطيات تتواجد في مصر علمًا أنها لا تتواجد في بلدان عربية مجاورة تتخذ مثل مصر الشريعة الإسلامية مصدرًا للتشريع كالأردن وسوريا، ولعل أبرز هذه القضايا تتمثل بقضية بناء الكنائس في مصر؛ حيث لا يزال التشريع المعتمد هو الخط الهمايونى الصادر عن الدولة العثمانية عام 1856، ومن ثم أضافت إلى وزارة الداخلية المصرية عام 1934 ما يعرف باسم «الشروط العشرة»، مرفقًا بموافقة أمنية وموافقة المحافظ، ويقدّم الأقباط ملفات عديدة تتعلق بتعويق ترميم كنائس أو بناء كنائس جديدة؛ يدور الجدل حديثًا في مصر حول الانتهاء من هذه القضية بوضع قانون جديد وعصري منظم لبناء الكنائس، علمًا أن دار الإفتاء المصريّة أفتت بجواز بناء الكنائس في الإسلام، وهو ما يضع القضية في خانة السياسة أكثر من كونها في خانة الدين.
المنحى الثاني من مناحي التمييز على أسس دينية يقول الأقباط أيضًا أن الدولة تميّز بينهم وبين المسلمين في كثير من مناحي الحياة اليومية، كتخفيض مدة الخدمة العسكرية ستة أشهر لمن يحفظ القرآن مقابل عدم وجود مثل هذا الامتياز للمسيحيين، فضلاً عن عدم وجود أو وجود نسبة قليلة جدًا في المسيحيين يشغلون مناصب هامة، كضباط في الجيش أو عمادات في الجامعات، حتى في مجلس الشعب المصري عن دورة 2010 يبلغ عدد النواب الأقباط سبعة نواب فقط أي 1.5% من مجموع المجلس، وبعد أن عيّن الرئيس السابق حسني مبارك عددًا من النواب الأقباط ضمن قائمة النواب المعينين حسب الدستور المصري فإن العدد ارتفع إلى أحد عشر نائبًا فقط أي 2% من مجموع المجلس. علمًا أن أنور السادات هو من ألغى عام 1979 النظام الذي وضعه جمال عبد الناصر وراعى في تقسيم الدوائر الانتخابية أماكن كثافة الأقباط السكانية، بغية ضمان تمثيلهم.
هناك قضية ثالثة تتمثل بالمواجهات الطائفية التي تحدث في مصر بين فنية وأخرى، وهي لم يعرفها التاريخ المصري منذ أيام محمد علي باشا وحتى أيام محمد أنور السادات؛ ففي عام 1972 وخلال رئاسة السادات وقعت أول اشتباكات طائفية عرفت باسم «أحداث خانكة» بعد أن أحرقت كنيسة غير مرخصة في فترة نشاط التطرف الديني في مصر، وبدلاً من أن تحل الأزمة، تبادل السادات الاتهامات مع البابا شنودة وساد الجفاء في علاقتهما، وانتهى الأمر بالتشدد في قرارات تراخيص الكنائس أو ترميمها؛ ثم تكررت وللأسباب نفسها، المواجهات الطائفية في أحداث الزاوية الحمراء عام 1980 التي حوّلت الجفاء بين البابا والرئيس إلى قطيعة، وأفضت في النهاية إلى إصدار السادات قرار بعزل البابا شنودة الذي اعتكف في وادي النطرون، علمًا أن القوانين الكنسيّة تنصّ أن البطريرك لا يُعزل دون موافقة المجمع المقدس.
حديثًا، ومع بداية 2011 فجرت كنيسة القديسين في الإسكندرية وأظهرت التحقيقات اللاحقة تورط وزارة الداخلية المصرية في العملية، هذا ما دفع للقول بأن النظام المصري السابق كان يلعب على ورقة إثارة النعرات الطائفية، وإقصاء المسيحيين عن المشاركة في الحياة العامّة، وذهب البعض إلى كون البابا شنودة نفسه يحاول بناء ذاتية قبطية كنسيّة منفصلة عن الدولة، ولعب دور سياسي في الشأن العام؛ عمومًا فقد تكررت بعد ثورة 25 يناير عدد من المواجهات الطائفية كان أقساها وآخرها أحداث ماسبيرو في أكتوبر 2011، وأسمتها قناة العربية «حرائق سياسية تتنكر تحت عباءة الدين».
وفي المقابل لا يمكن إغفال التعايش الإسلامي - المسيحي في البلاد، وهو أحد «موروثات الثقافة المصرية» كما صرّح علي جمعة مفتي الديار المصرية، ولا يمكن التغاضي أيضًا عن المشاركة المسيحية في النشاطات الاجتماعية والثقافية والاقتصادية، وقد ذكر تقرير حكومي عام 2007 أن أكثر من 30% من الاقتصاد المصري يديره أقباط وطبقا لتقديرات غير رسمية فثروة الأقباط لاتقل عن 50% من حجم الاقتصاد المصري، وأن 22% من شركات القطاع الخاص المصري التي تأسست خلال فترة التخلي عن الاشتراكية بين عامي 1974 و1995 هي لأقباط أيضًا، وعلى 60% من الصيدليات و45% من العيادات الطبية الخاصة، كما ويحتل ثلاثة من الاقباط رأس قائمة أغنى أغنياء مصر، وذلك حسب التصنيف السنوي الذي تصدره مجلة فوربس.

## الأوضاع الاقتصادية
في مصر، يتمتع الأقباط بتحصيل تعليمي أعلى نسبيًا، ومؤشر ثروة أعلى نسبيًا، وتمثيل أقوى في أنواع الوظائف الإدارية، لكن تمثيلهم محدود في الأجهزة الأمنية. وتتشابه غالبية المؤشرات الديموغرافية والاجتماعية والاقتصادية والصحية بين الأقباط والمسلمين. تاريخيا؛ كان العديد من الأقباط محاسبين، وفي عام 1961 امتلك المسيحيون الأقباط 51% من البنوك المصرية. وجدت دراسة أجراها مركز بيو حول الدين والتعليم حول العالم عام 2016، أن حوالي 26% من المسيحيين المصريين يحصلون على شهادة جامعية في مؤسسات التعليم العالي.
وفقا للباحث أندريا روغ، يميل الأقباط إلى الانتماء إلى المتعلمين الأوسط والطبقة المتوسطة العليا, ووفقا للباحث لويس فرج، " لا يزال الأقباط يلعبون الدور الرئيسي في إدارة الشؤون المالية للدولة في مصر. كانوا يمتلكون 20 ٪ من إجمالي رأس مال الولاية، و 45 ٪ من الوظائف الحكومية، و 45 ٪ من رواتب الحكومة". وفقا للباحث جي دي بنينجتون 45٪ من الأطباء, 60 ٪ من الصيادلة من مصر كانوا مسيحيين.
أصبح عدد من رجال الأعمال والعائلات المالكة للأراضي القبطية ثرية ومؤثرة للغاية مثل عائلة ساويرس المسيحية القبطية المصرية، التي تمتلك مجموعة شركات أوراسكوم، التي تعمل في مجالات الاتصالات والبناء والسياحة والصناعات والتكنولوجيا. في عام 2008، قدرت مجلة فوربس صافي ثروة العائلة بنحو 36 مليار دولار. وفقًا للباحثين ماريستيلا بوتيتشيني وزفي إيكشتاين، يجادلان بأن الأقباط لديهم تحصيل تعليمي أعلى نسبيًا ومؤشر ثروة أعلى نسبيًا، بسبب تركيز المسيحية القبطية على معرفة القراءة والكتابة وأن المسيحية القبطية شجعت تراكم رأس المال البشري.

## الاضطهاد والتمييز

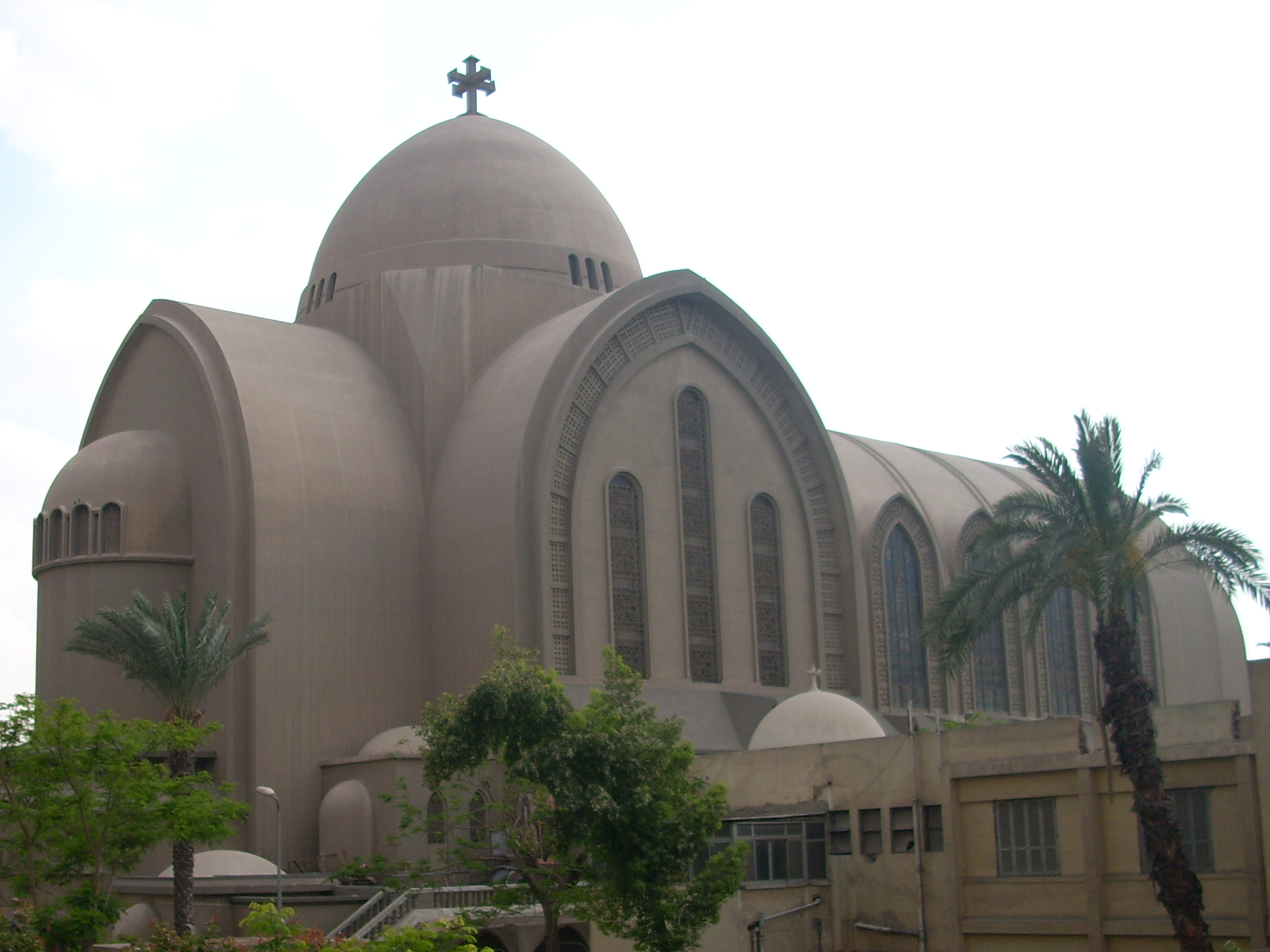
في عام 2011 تعرضت الكنيسة البطرسية لتفجير من قبل تنظيم الدولة الإسلامية (داعش).

على الرغم من إشارة الأقباط إلى حالات الاضطهاد على مدار تاريخهم، فقد لاحظت هيومن رايتس ووتش إلى «تزايد التعصب الديني» والعنف الطائفي ضد الأقباط المسيحيين في السنوات الأخيرة، وفشل الحكومة المصرية في إجراء تحقيقات فعالة بشكل صحيح وملاحقة المسؤولين عن ذلك. لقد كان الأقباط هدفًا للعنف الطائفي. تشمل الحوادث البارزة اشتباكات الكشح في عامي 2000 و2001 والتي أسفرت عن مقتل 21 شخصًا،  والهجمات على كنائس الإسكندرية في عام 2006،  والعنف الجماعي في مرسى مطروح في عام 2010. وتشير التقارير من نفس الفترة إلى أن الشرطة كانت تصل في كثير من الأحيان متأخرة للغاية لمنع العنف، وتضغط على الأقباط لعقد جلسات "المصالحة"، ونادراً ما تحاكم المهاجمين. وقُتل مئات من الأقباط المصريين في اشتباكات طائفية من عام 2011 إلى عام 2017، وتم تدمير العديد من المنازل والشركات المملوكة من المسيحيين. وتم توثيق 77 حالة في محافظة المنيا من الاعتداءات الطائفية على الأقباط بين عامي (2011 - 2016) من قبل المبادرة المصرية للحقوق الشخصية.
بحسب سي إن إن تزايد الاضطهاد والتمييز ضد المسيحيين الأقباط في مصر منذ الإطاحة بنظام حسني مبارك في عام 2011. وبحسب مؤسسة كارنيغي للسلام الدولي واجه الأقباط التمييز والاضطهاد في ظل نظام حسني مبارك والحكومات الانتقالية التي جاءت بعده. وأشار التقرير أن العنف ضد الأقباط خلال السنوات الأربعين الماضية ظهر نتيجة تقاطع الخطاب الديني والسيطرة الإستبدادية، حيث روّج محمد أنور السادات للإسلام في الحياة العامة وأعاد بناء الدولة البوليسية الناصرية كوسيلة لتعزيز موقفه السياسي. ويشير التقرير أن الأقباط يواجهون أشكالاً عديدة من التمييز اليومي، إذ مُنِع الأقباط في العادة من تقلّد المناصب القيادية، وكذلك المناصب التي تُعَدّ حسّاسة بالنسبة إلى الأمن القومي، ومن المستويات العليا في جهاز الأمن إلى خطوط الجبهة التربوية حيث يُمنَع الأقباط من تدريس اللغة العربية. وبحسب تقرير حقوق الإنسان في مصر التابع للحكومة الأمريكية عام 2017 أبلغت جماعات حقوق الإنسان المحلية والدولية عن عدة حالات قامت فيها السلطات بتوجيه أو إدانة أفراد بموجب ما يسمى بقانون التجديف، والتي استهدف في المقام الأول المسيحيين ولكن كان من بينهم مسلمين أيضاً. وبحسب تقرير لشاؤول جاباي، مدير، معهد الأبحاث العالمية ومركز بوزنر للتنمية الدولية يعود اضطهاد المسيحيين في مصر إلى قرون، لكن في السنوات الأخيرة شهد الموضوع اهتماماً أكبر في الأوساط الأكاديمية وبين عامة السكان المهتمين. وتشير ملخص الدراسة أن أن اضطهاد المسيحيين في مصر لا يقتصر على مجموعة أو أخرى بل إنه منتشر على نطاق واسع في المجتمع المصري. وأشار تقرير لمنظمة هيومن رايتس ووتش إلى سن قانون مصري جديد لبناء الكنائس يميّز ضد المسيحيين في عام 2016، ويشير التقرير «وقعت في الآونة الأخيرة حوادث عنف ضد مسيحيين خلّفت قتيلا وعدد من المصابين مع أضرار كثيرة لحقت بممتلكات، وكانت مدفوعة أو مسبوقة بغضب في أوساط بعض المسلمين جراء إنشاء كنائس أو ادعاءات بإنشاء كنائس. حتى عندما قامت السلطات بتوقيف مشتبهين، فنادراً ما قامت بملاحقتهم أمام القضاء، ما هيأ المناخ من الإفلات من العقاب على جرائم العنف التي تستهدف المسيحيين»، ويشير التقرير أنه على الرغم من تعهد الرئيس عبد الفتاح السيسي باحترام حرية المعتقد الديني وقيامه بزيارات لجموع الأقباط. لكن السلطات أخفقت في حماية المسيحيين الأقباط من اعتداءات عنيفة، ولجأت بدلا من حمايتهم إلى فرض جلسات «صلح» مع جيرانهم المسلمين، أدت إلى حرمانهم من حقوقهم، والسماح للمعتدين بالإفلات من العدالة. وفي بعض الحالات، أُجبر مسيحيون على ترك بيوتهم وقراهم وبلداتهم.
في عام 2017 نشرت مجلة فوربس تقريراً حول أوضاع المسيحيين في مصر، وقد وصفت الباحثة والحقوقية إيويلينا يو. أوهاب الوضع بالاضطهاد، وأنتقدت الرد على اضطهاد المسيحيين بما في ذلك الهجمات الإرهابية والذي أعتبرته هو في الغالب رد فعل وليس وقائي. حيث تستجيب الخطوات المتخذة لهجوم واحد، بدلاً من التعلم من حوادث العنف المتكررة لمنع المزيد من الهجمات. ووفقاً لتقرير للمفوضية السامية للأمم المتحدة لشؤون اللاجئين عام 2015 بعد عزل الرئيس محمد مرسي في عام 2013، تسببت موجة من الهجمات ضد الأقباط في تدمير ونهب عشرات الكنائس والممتلكات المسيحية، وتشير أنه وفقاً للجنة الأمريكية للحرية الدينية الدولية، استمرت هذه الهجمات الطائفية خلال وبعد فترة مرسي، بما في ذلك "مستوى غير مسبوق من العنف" ضد الأقباط في أغسطس 2013. ويشير التقرير أن مصادر تؤكد أن الأقباط يعانون من "التمييز"، وقال أستاذ مساعد في دراسات الشرق الأوسط في جامعة كيل، المتخصصة في مصر المعاصرة، إن خطر العنف بالنسبة للأقباط هو نفسه في عام 2014 و"منذ انتخاب الرئيس السيسي"، مشيراً إلى أنه على الرغم من أن العنف الطائفي قد انخفض بالمقارنة مع عام 2013، فإن التوترات والتهديد بالعنف الطائفي المحتمل تظل مشكلة مستمرة". ووفقاً لليلا جيلبرت من مركز الحرية الدينية في عام 2018 تشيد التقرير بالجهود التي بذلتها الحكومة المصرية مؤخراً لتوفير العزاء والإحساس بالتضامن مع المسيحيين الأقباط في مصر الذين طالت معاناتهم، لكنها فشلت في توفير الحماية للمسيحيين.

### اختطاف النساء
كما أن حالات اختطاف النساء والفتيات القبطيات المسيحيين واختفائهن ما زال يمثل مشكلة جدية مستمرة. بحسب تقرير تشرته المفوضية السامية للأمم المتحدة لشؤون اللاجئين تمارس الجماعات الإسلامية تحويل قسري لأفراد الجماعة من الجماعة القبطية إلى الإسلام، والتي بحسب التقرير «يتم نشرها إلى حد كبير كتكتيك مهين نفسياً ضد الأقلية، وتمارسه الجماعات الإسلامية في ظل تلاعب الشرطة وتعاونهم»، خصوصاً بين الأقباط الفقراء، ويشير التقرير إلى وجود تقارير موثوقة عن قيام مسلحين متشددين باختطاف نساء مسيحيات، في كثير من الأحيان بالتعاون مع الشرطة المحلية، من أجل إجبارهم على اعتناق الإسلام. وفي بعض الحالات كانت هناك تقارير موثوقة عن الإكراه البدني، بما في ذلك الإغتصاب. وأشار تقرير نشرته المفوضية السامية للأمم المتحدة لشؤون اللاجئين عام 2015 أنه وفقاً لرابطة المنظمات غير الحكومية المصرية لضحايا الاختطاف والاختفاء القسري، بين يناير من عام 2011 ومارس من عام 2014، تم اختطاف 550 فتاة قبطية، وإجبارهن على التحول إلى الإسلام، وإجبارهن على الزواج من الخاطفين. ويشير نفس المصدر إلى أن 40% من الفتيات تعرضن للاغتصاب قبل التحويل القسري إلى الإسلام والزواج.

وقد تم الإبلاغ أيضًا عن حالات الإتجار بالبشر والتحويل القسري إلى الدين. تعرضت النساء والفتيات القبطيات للاختطاف والإكراه والزواج القسري، مما أثار قلق الكونجرس والمنظمات غير الحكومية بشأن تقاعس الدولة وتواطؤها.

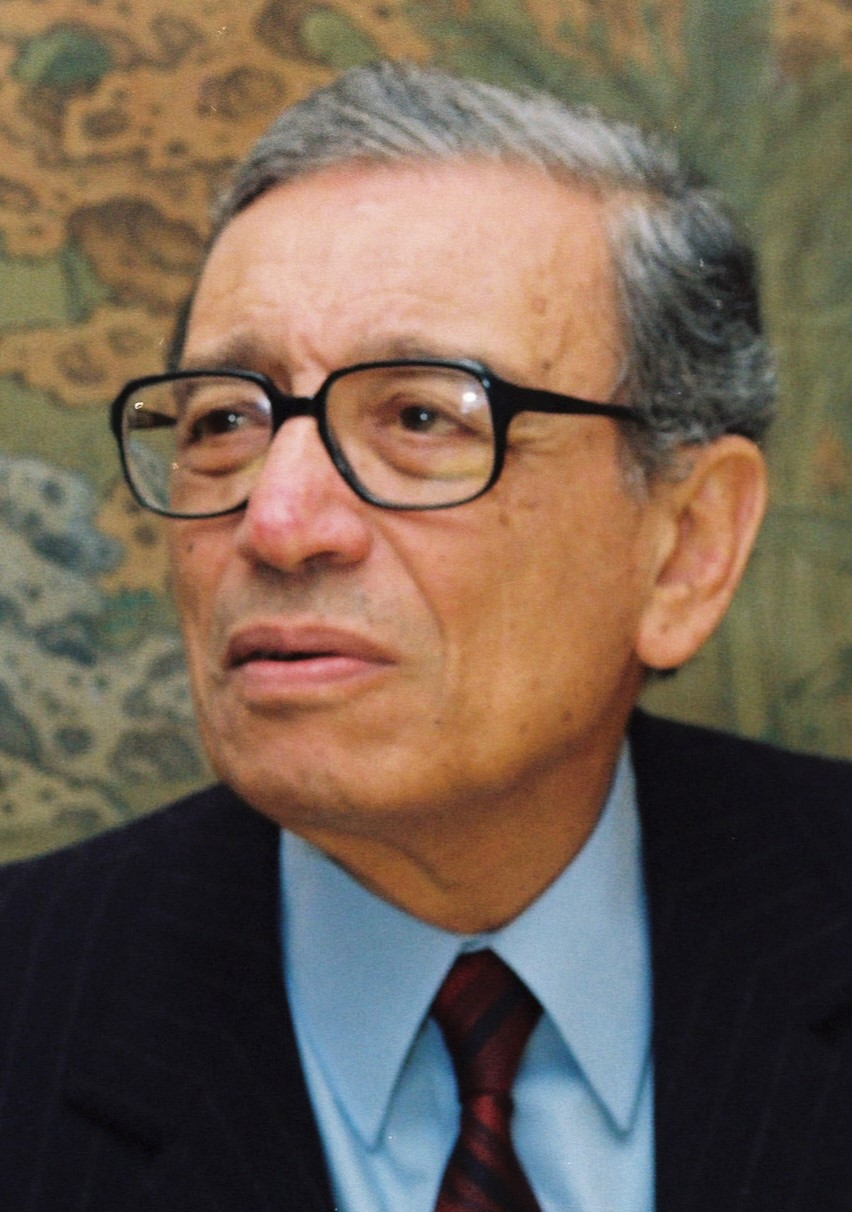
بطرس بطرس غالي، الأمين العام السابق للأمم المتحدة

## الأقباط البارزون
- بطرس بطرس غالي، الأمين العام السادس للأمم المتحدة.
- باقي زكي يوسف
- شارلوت واصف، ملكة جمال الكون 1935.
- نجيب الريحاني
- صباح (مغنية)
- فيروز (ممثلة)
- لبلبة
- هاني عازر، مهندس مدني بارز.
- جان مسيحة، سياسي مصري فرنسي.
- مجدي يعقوب، جراحة القلب والصدر.
- مارتي ماكاري، المفوض السادس والعشرون للغذاء والدواء.
- مينا مسعود، ممثل.
- نجيب ساويرس الرئيس التنفيذي لشركة أوراسكوم.
- باهور لبيب، عالم مصريات.
- رامي مالك، ممثل.
- سميح ساويرس رجل أعمال ومستثمر وملياردير.
- يوسف وهبة، رئيس وزراء مصر الثاني عشر.

## وصلات خارجية
- الكنيسة القبطية الأرثوذكسية CopticChurch.net
- موقع قداسة البابا والكرازة المرقسية